# St. Mauritius (Niederwenigern)

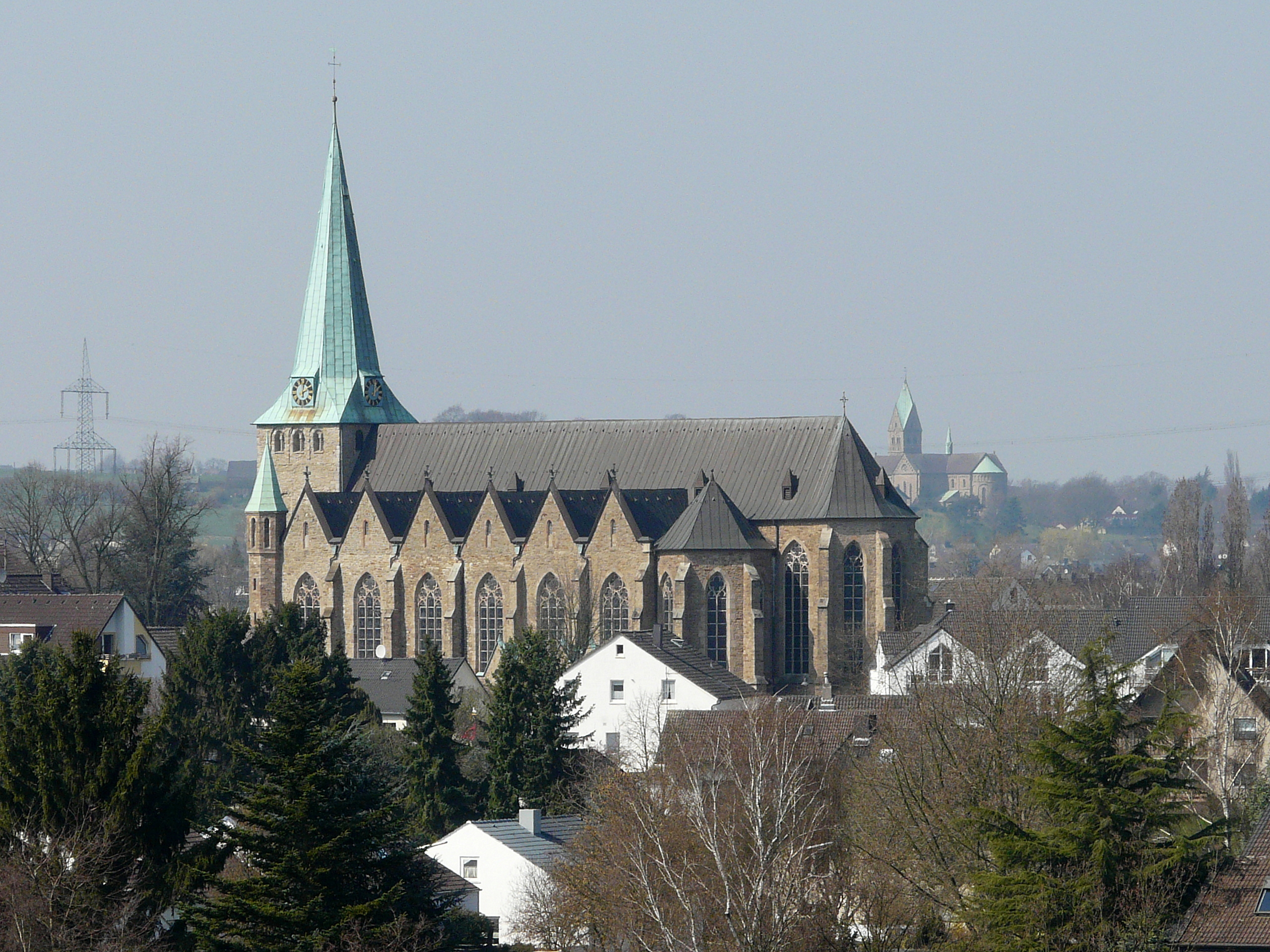
St. Mauritius Hattingen-Niederwenigern

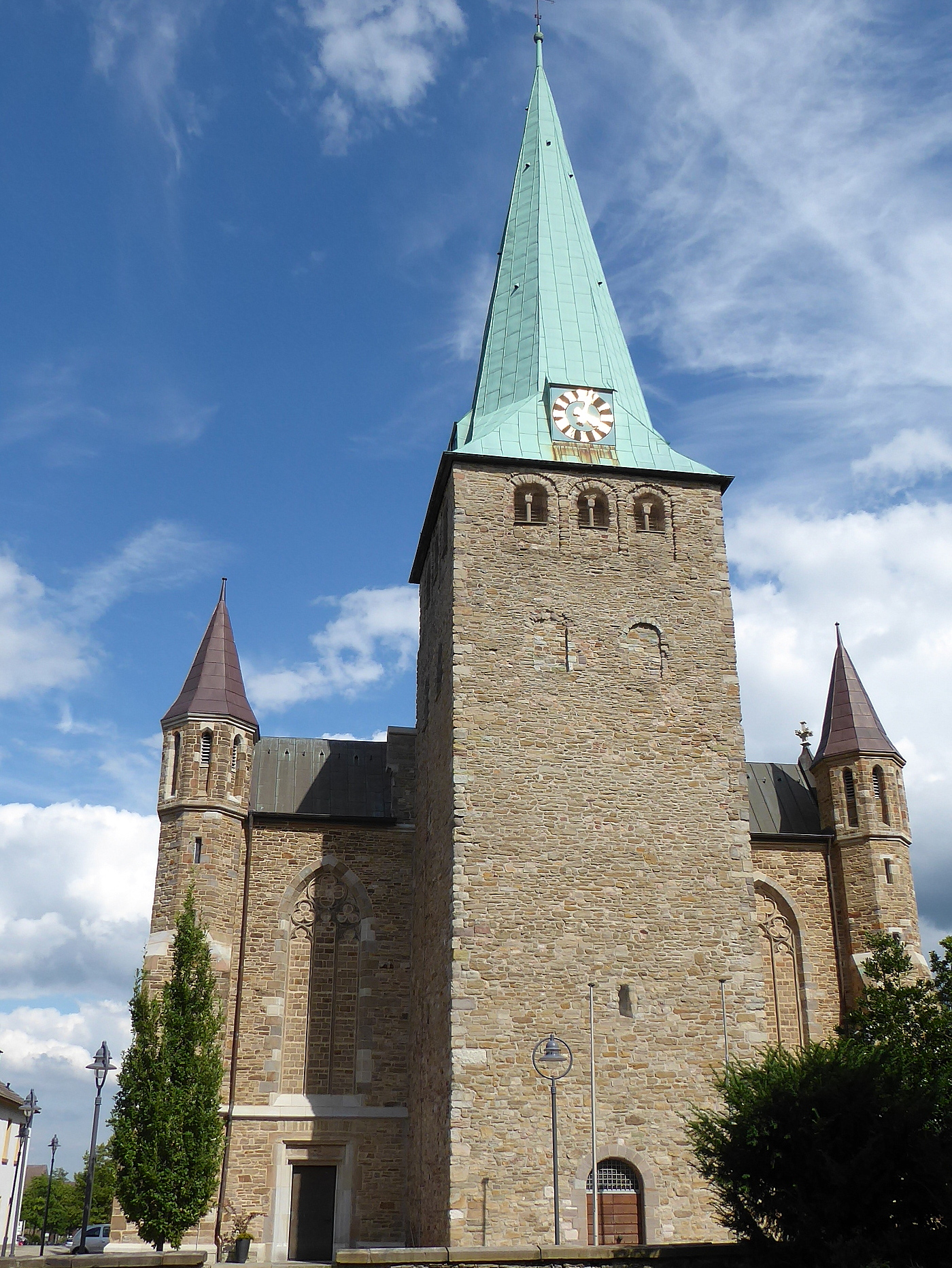
Westfassade mit Turm

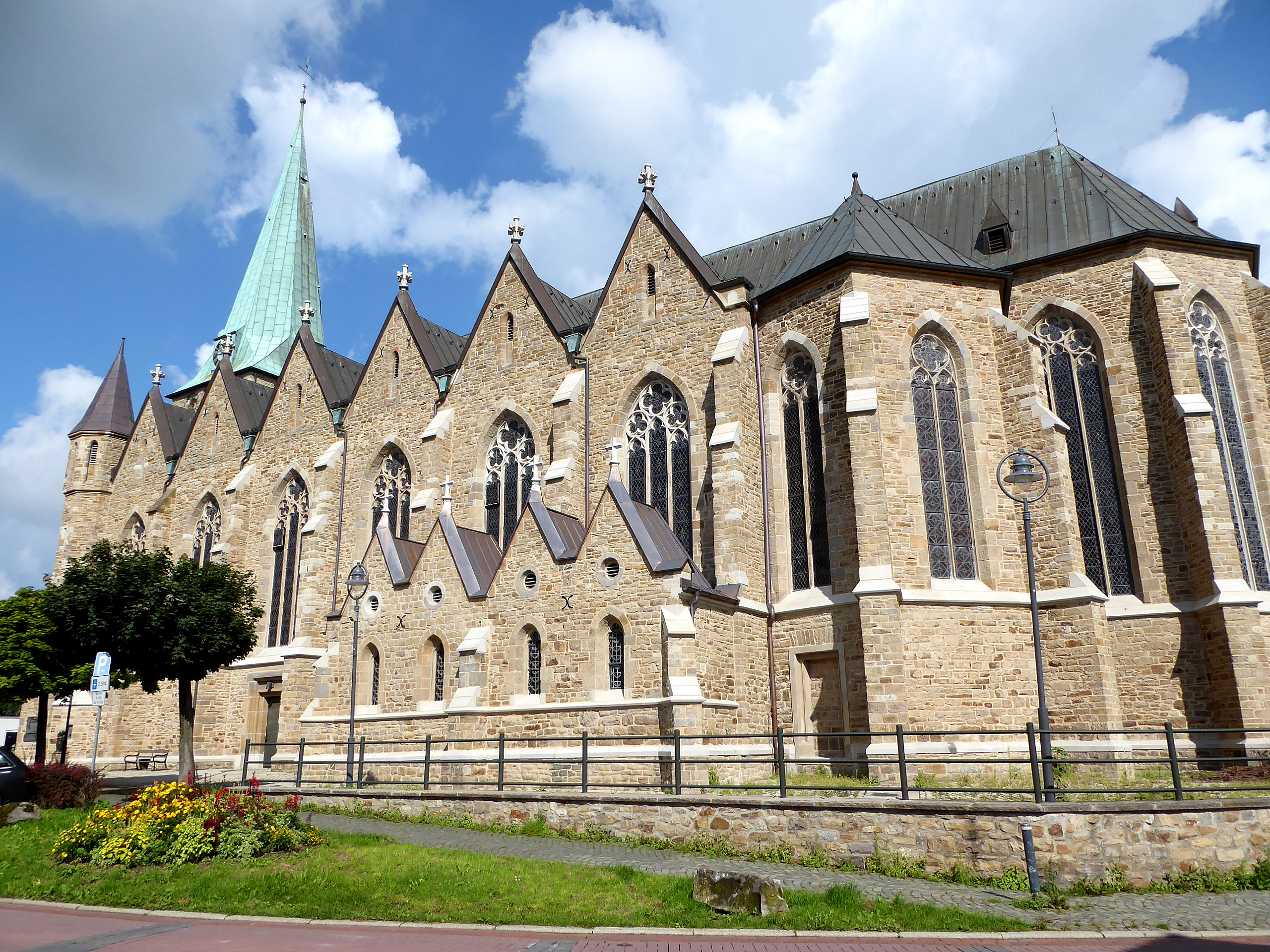
Südansicht

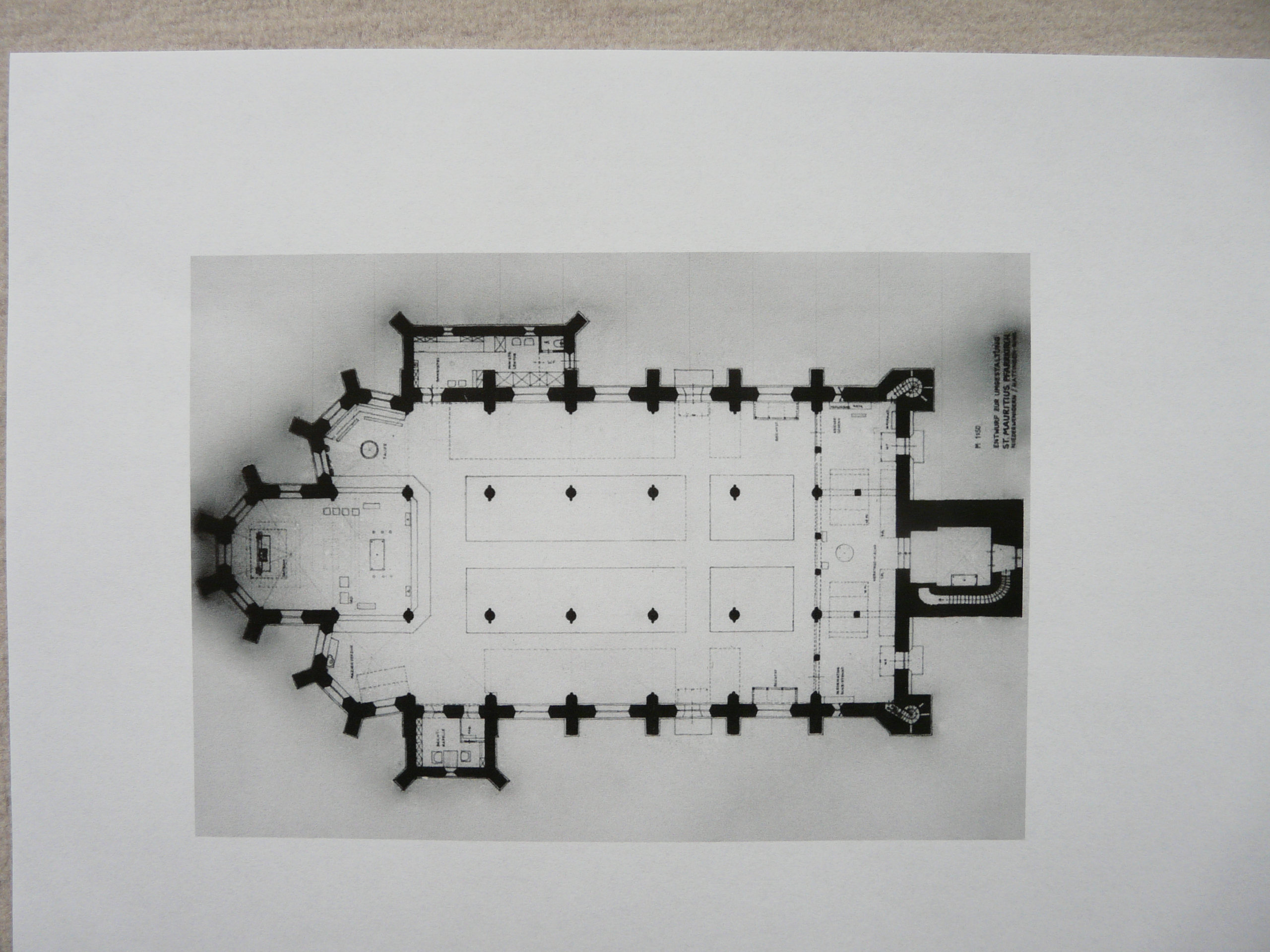
Grundriss

St. Mauritius ist eine neugotische, dreischiffige Hallenkirche in der Mitte von Niederwenigern, einem Stadtteil von Hattingen in Nordrhein-Westfalen (Deutschland). Sie ist die Kirche der katholischen Gemeinde St. Mauritius Hattingen-Niederwenigern, die seit 2007 zur Großpfarrei von St. Peter und Paul Hattingen im Bistum Essen gehört.
Die Kirche wurde urkundlich erstmals 1147 erwähnt als Besitz der Abtei Deutz. Der Turm und das spätromanische Taufbecken sind in ihrer ursprünglichen Gestalt erhalten geblieben.
Seit dem 17. Januar 1983 ist das Gebäude in die Baudenkmalliste von Hattingen eingetragen. Der seliggesprochene Nikolaus Groß empfing in dieser Kirche die Sakramente der Taufe, Erstkommunion, Firmung und Ehe und wird mit einem Denkmal und einem Museum nahe der Kirche geehrt.

## Geschichte
Die Kirche St. Mauritius in Niederwenigern wurde 1147 zum ersten Mal urkundlich erwähnt, in dieser Urkunde bestätigte Papst Eugen III. der Benediktiner-Abtei Deutz ihre geistlichen Besitzungen. Vermutlich hat das Kloster Deutz einige Reliquien des heiligen Mauritius, die kurz zuvor nach Deutz gelangt waren, der neuen Kirche übergeben, dadurch wurde dieser zum Namenspatron der Gemeinde. Das Patronatsfest zu seinen Ehren wird jedes Jahr am 22. September gefeiert. Die Kirche besteht aus einem romanischen Kirchturm und einer neugotischen Hallenkirche, die aus Ruhrsandstein gebaut ist.
Die Kirche wird wegen ihrer, für eine Dorfgemeinde, ungewöhnlichen Größe im Volksmund auch „Dom“ genannt.
Dabei ist ihre Größe auf die Bedürfnisse der damaligen Zeit zurückzuführen. Die Pfarrgemeinde umfasste damals einen Großteil der Ruhrhalbinsel und bildete ein Kirchspiel mit den Ortschaften Hinsbeck (heute Essen-Kupferdreh), Altendorf (heute Essen-Burgaltendorf), Byfang (heute Essen-Byfang), Dumberg (heute zu Hattingen-Niederwenigern gehörend), Niederbonsfeld (heute Hattingen-Niederbonsfeld), Linden und Dahlhausen, die heute in Bochum liegen.
Aufgrund eines Anstiegs der Zahl der Gemeindemitglieder im 19. Jahrhundert, was auf die Industrialisierung und den Bergbau zurückgeführt wird, beschloss die Gemeinde unter Pfarrer Theodor Menke, eine neue, größere Kirche zu bauen; nur der alte Turm blieb erhalten. Sein Nachfolger Ludwig Struck führte den Plan aus. Den Bauplan der neugotischen Kirche entwarf der Architekt Friedrich von Schmidt, Domwerkmeister in der Kölner Dombauhütte. Der Grundstein wurde im Jahr 1858 gelegt. Am 4. Juli 1861 weihte der Paderborner Bischof Konrad Martin das Gotteshaus.
Unter Pfarrer Eberhard Stute wurden gegen Ende des 20. Jahrhunderts der romanische Turm, der Innenraum und die Orgel saniert und restauriert.

## Architektur
Die Kirche hat eine Gesamtlänge, Kirchenschiff einschließlich Turm, von 55,5 Metern, das Kirchenschiff ohne Turm eine Länge von 48 Metern, die Breite des Kirchenschiffs einschließlich Sakristei und Heizungsraum beträgt 31 Meter, ohne Anbauten 23,96 Meter, die Höhe des Kirchenschiffs (Firstlinie) 21,89 Meter. Der Hauptturm hat eine Breite von 8,04 Metern und eine mittlere Länge von 7,60 Metern. Der Hauptturm bis zur Spitze ist 43,16 Meter hoch, bis zum First 21,91 Meter und bis zum Hauptturmdach 21,25 Meter. Die Höhe der Ecktürme links und rechts ist 20,70 Meter.

### Außenansicht

#### Turm
Der spätromanische Turm aus dem 12. Jahrhundert ist der älteste Teil der Kirche. Aus Kostengründen wurde er beim Bau der neuen Kirche, 1858 bis 1861, vom romanischen Vorgängerbau übernommen. Die schmalen Mauerschlitze und das mächtige Mauerwerk verweisen auf seinen ursprünglich wehrhaften Charakter. Der Turm aus Bruchsteinen ist quadratisch und besitzt eine Kantenlänge von circa 8 Metern und eine Mauerdicke bis zu 2 Metern.

Im 19. Jahrhundert wurde der Turm um ein weiteres Geschoss und die Turmspitze erweitert.

#### Langhaus mit Chor

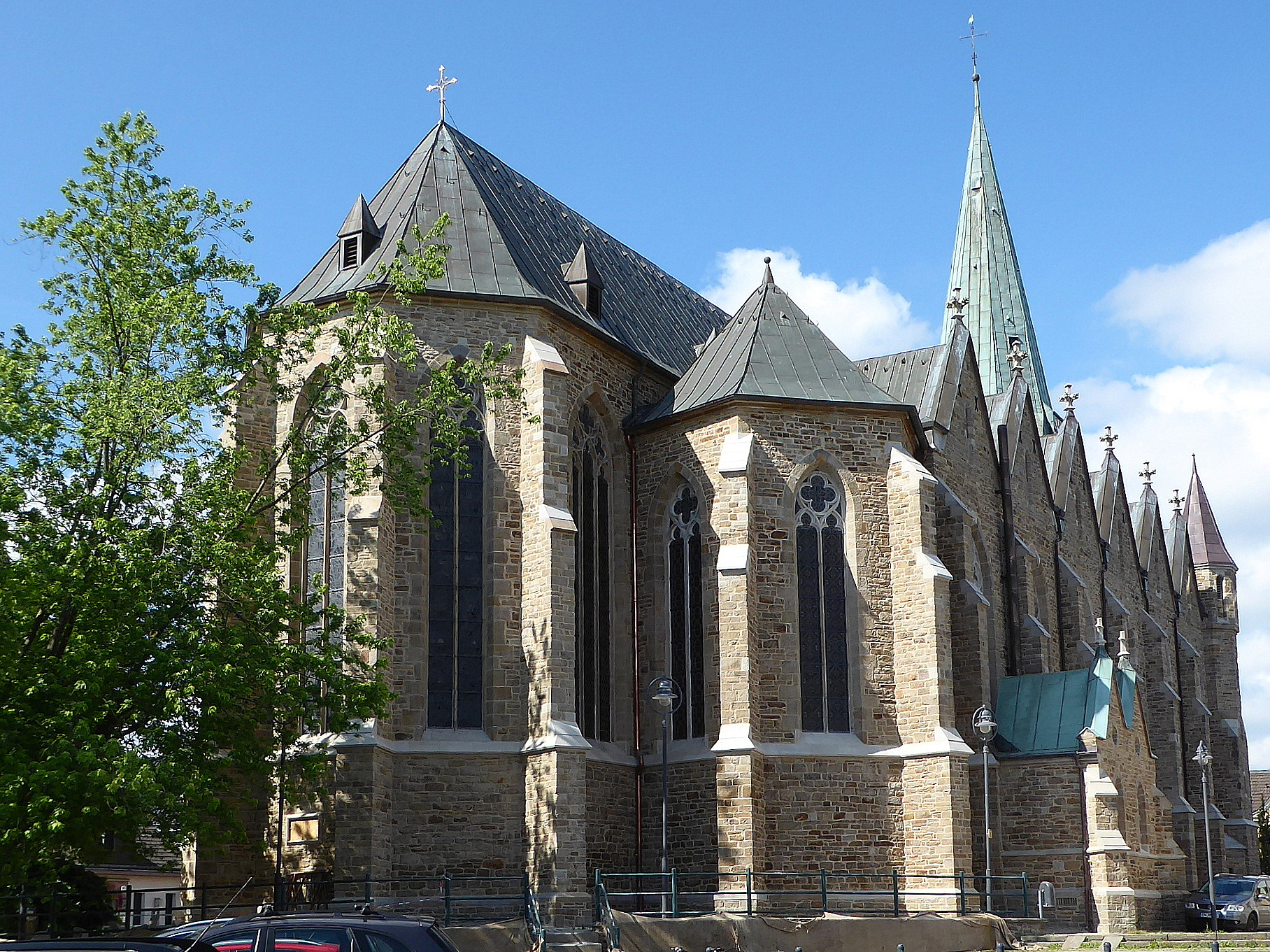
Ostansicht

Das Langhaus mit Chor ersetzte die romanische Kirche und ist im neugotischen Stil mit Bruchsteinen aus Ruhrsandstein erbaut. Über den sechs, von schmalen Strebepfeilern begrenzten Maßwerkfenstern sind Quergiebel errichtet, die mit einer Kreuzblume abgeschlossen sind. In der Mitte befindet sich ein senkrechter, schmaler, halbgeöffneter Mauerschlitz. Sechs Querdächer bedecken die Seitenschiffe und überspannen jeweils ein Joch im Innern der Kirche. Im rechten Winkel stoßen sie auf das Dach des Mittelschiffs. Die Seitenschiffe enden im Westen mit kleinen Ecktürmen.

### Innenansicht

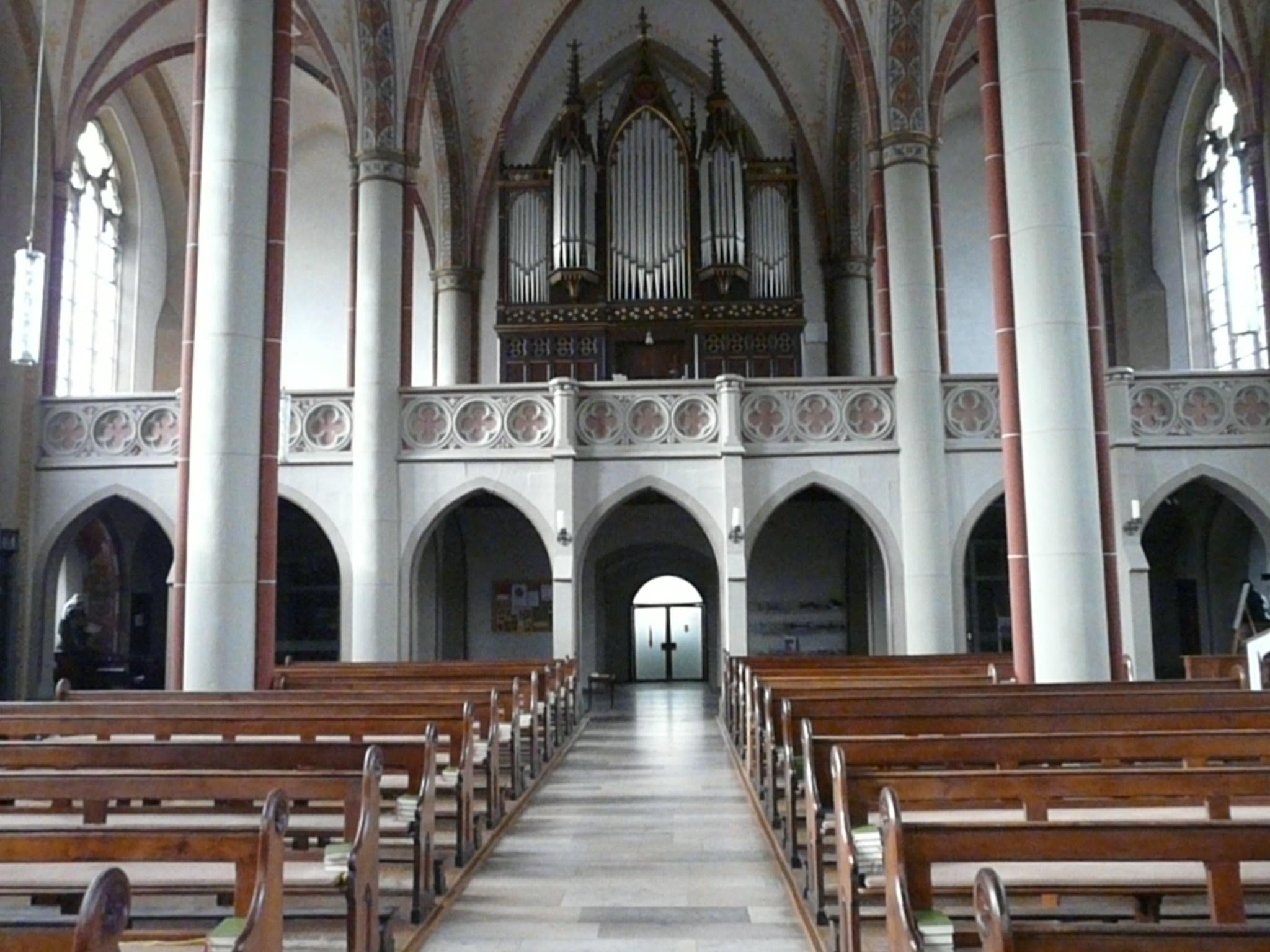
Arkadenansicht mit Stahlhuth-Orgel

Das Rundbogenportal mit schwerer Doppelflügeltür aus Holz an der Westseite des Turmes ist der Eingang zur Kirche. Dieser führt zunächst zu einem dunklen, fast quadratischen Raum mit Kreuzgratgewölbe und Mauern von nahezu 2 Metern Dicke. In den Wandnischen sind Reliquien vom Heiligen Kreuz und den Heiligen Monika, Augustinus und Bonifatius. Auf der rechten Seite ist hinter einem massiven Eisengitter der Reliquienschrein mit den Gebeinen des heiligen Mauritius aufbewahrt.
Daran schließt sich eine quer zum Langhaus gelagerte niedrige Eingangshalle an. Sie ist in der Länge durch zwei Doppelarkaden gegliedert und trägt die Orgelbühne. Das Mittelschiff, welches mit einem 5/8-Schluss in einen schmalen Chorraum ausläuft, und die beiden Seitenschiffe sind in etwa gleich hoch. Die Kirche besteht aus sechs Jochen; diesen Säulen sind schmale Dienste vorgelagert. Sie tragen das Kreuzrippengewölbe. Die Seitenschiffe münden in schräggestellte dreiseitige Nebenchöre. Die Fenster des Langhauses sind dreiteilig und laufen im spitzen Bogen aus.

## Ausstattung

### Zelebrationsaltar

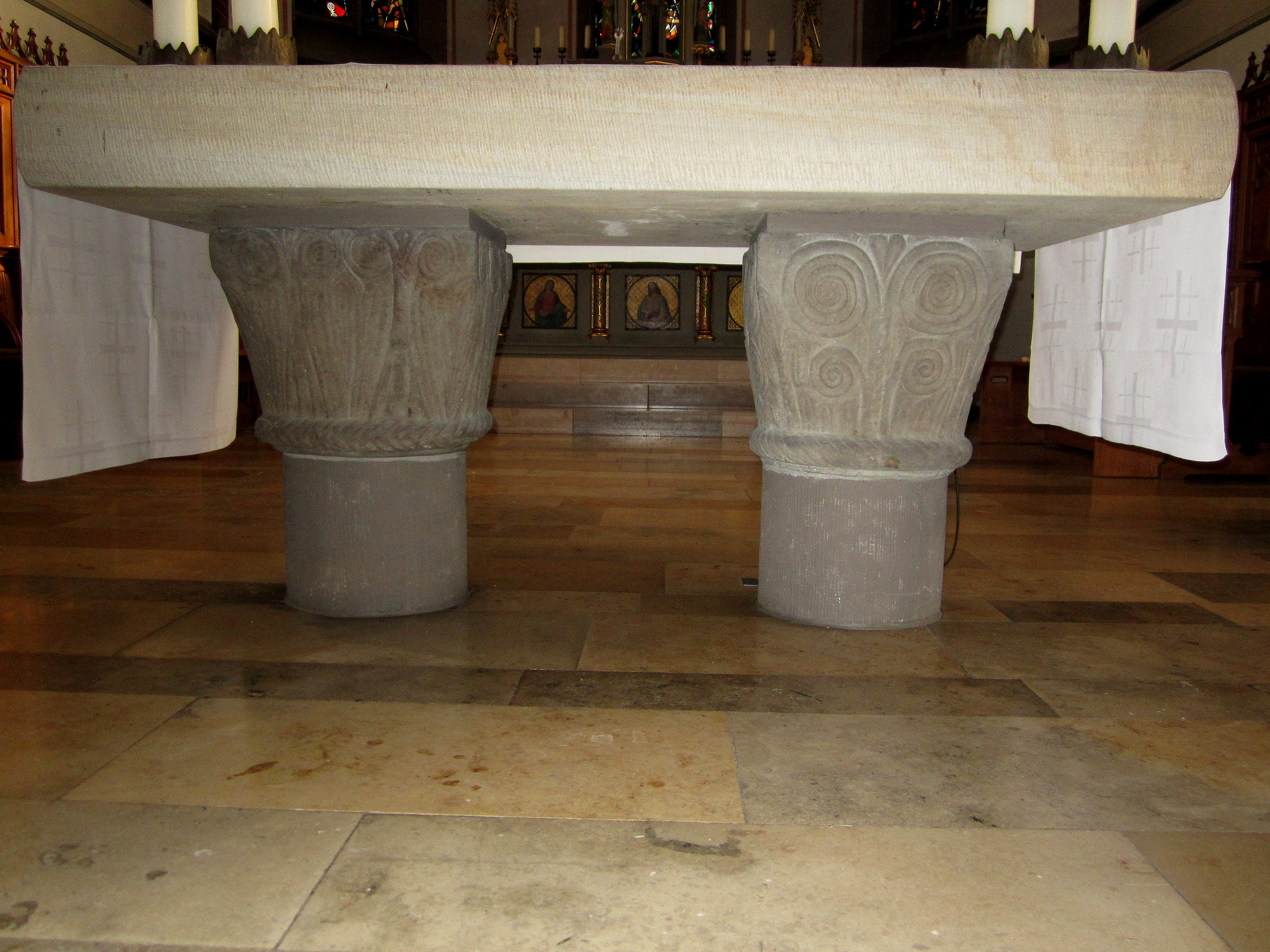
Zelebrationstisch auf romanischen Kapitellen

Der Zelebrationsaltar steht heute an der Stelle, an der sich die Querachse der Seitenchöre mit der Längsachse der Hauptschiffs schneidet; dies ist in der Reform der Liturgie durch das Vatikanische Konzil (1962–1965) begründet.
Die Altarplatte ruht auf zwei romanischen Kapitellen. Diese stammen aus der Vorgängerkirche und sind aufgrund ihrer Motive der ersten Hälfte des 12. Jahrhunderts zuzuordnen. Die nur in einem flachen Kerbschnitt gearbeiteten Ornamente haben symbolische Bedeutung. Die Palmblätter („Palmetten“) und die Spiralen („Voluten“) stehen für Unsterblichkeit, ewiges Leben oder auch für Märtyrertum. Das gewöhnlich glatte Abschlussband wird hier durch ein Tauband mit entsprechenden Einkerbungen gestaltet.

### Hochaltar

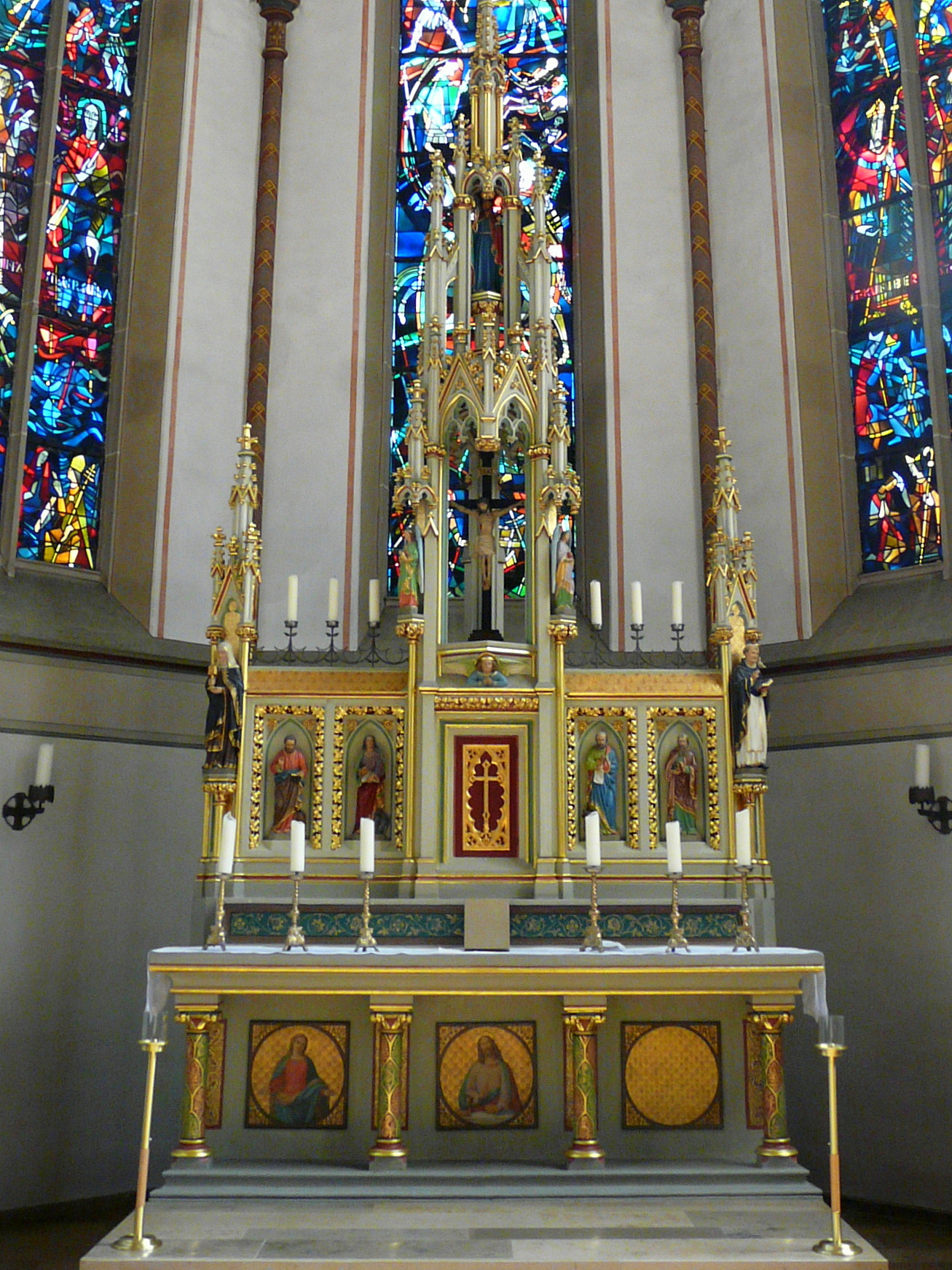
Hochaltar

Der neugotische Hochaltar wurde von Friedrich von Schmidt entworfen und in der Kölner Dombauhütte aus Tuffstein angefertigt. Er entspricht dem Stil des spätgotischen Retabel-Altars, dabei tragen vier kleine Säulen die Mensa, den Altartisch. Das Antependium bilden zwei Medaillons mit Motiven vom Abendmahl, das dritte ist verloren gegangen. Auf der kurzen Predella ist das Retabel, der Altaraufsatz, angebracht. Neben dem Tabernakel in der Mitte sind symmetrisch vier Nischen angeordnet. In diesen stehen die vier, aus Terrakotta hergestellten, Evangelisten mit ihren Attributen. Der Altar ist seitlich von zwei gotischen Türmchen, den Fialen, begrenzt. Bei ihnen sind der heilige Dominikus mit Taube und Buch und die heilige Klara mit Monstranz zu sehen. In der Mitte des Altares erhebt sich ein turmartiger Aufbau, der dem Stil nach einem spätgotischen Sakramentshaus entspricht.

### Orgel

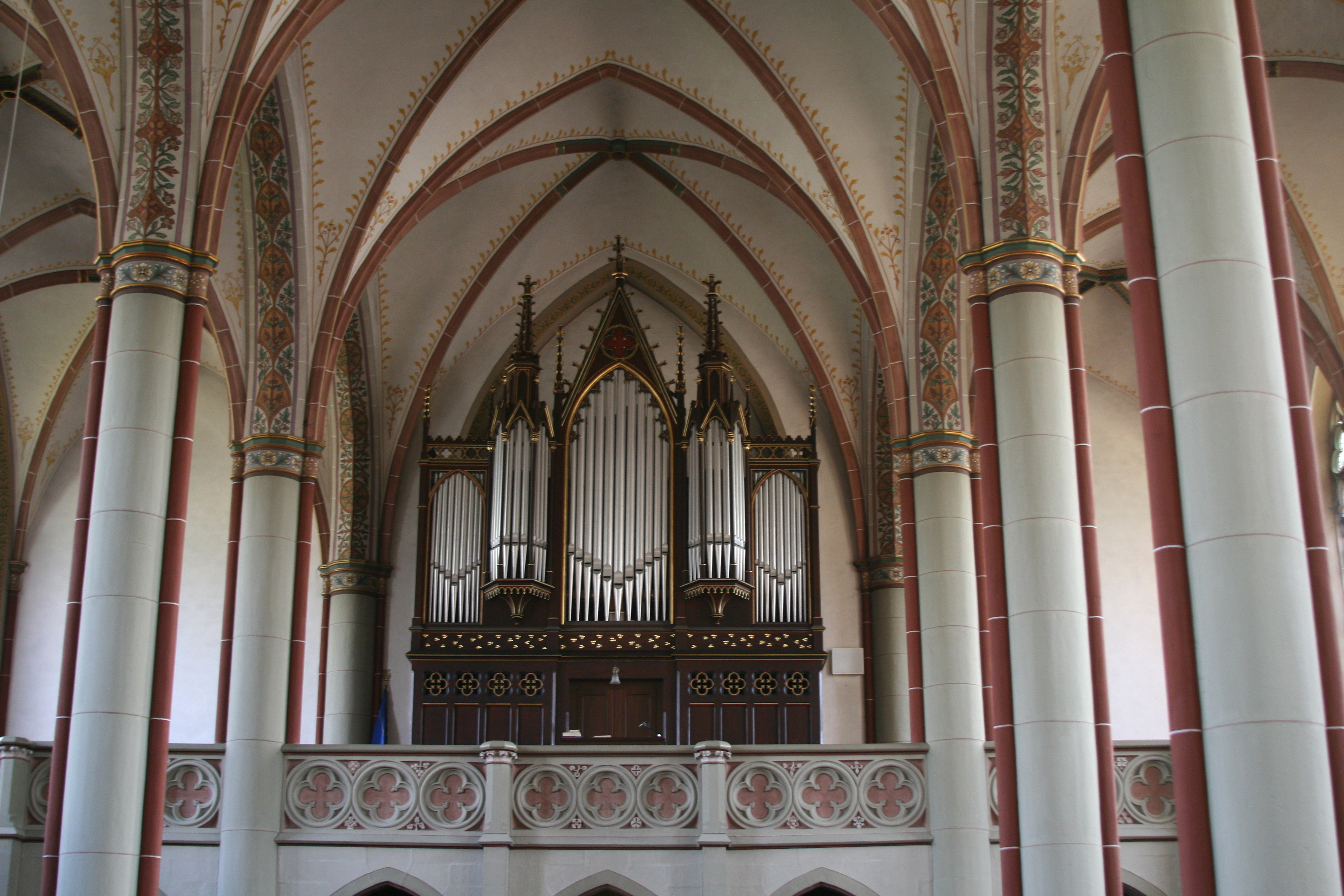
Stahlhuth-Orgel

1878 wurde erstmals eine große, den Kirchenraum füllende Orgel gebaut. Von dieser ist heute nur noch das neugotische Orgelgehäuse erhalten. Sie wurde 1913 von der Aachener Orgelbaufirma Stahlhuth umgebaut und ist die größte und zweitälteste im Bistum Essen mit pneumatischer Spiel- und Registersteuerung und eines der wenigen fast vollständig erhaltenen Instrumente dieses Orgelbauers.
| I Hauptwerk C–g3 |                     |        |
| 01.              | Bordun              | 16′    |
| 02.              | Prinzipal           | 08′    |
| 03.              | Harmonieflöte       | 08′    |
| 04.              | Gedact              | 08′    |
| 05.              | Fugara              | 08′    |
| 06.              | Quintatön           | 08′    |
| 07.              | Salizional          | 08′    |
| 08.              | Oktave              | 04′    |
| 09.              | Gedactflöte         | 04′    |
| 10.              | Quinte              | 02 ⁄3′ |
| 11.              | Superoktave         | 02′    |
| 12.              | Cornett III (ab g0) | 02 ⁄3′ |
| 13.              | Mixtur III-IV       | 02′    |
| 14.              | Trompete            | 08′    |

| II Schwellwerk C–g3 |                   |        |
| 15.                 | Lieblich Gedact 0 | 16′    |
| 16.                 | Prinzipal         | 08′    |
| 17.                 | Traversflöte      | 08′    |
| 18.                 | Lieblich Gedact   | 08′    |
| 19.                 | Gambe             | 08′    |
| 20.                 | Aeoline           | 08′    |
| 21.                 | Vox celeste       | 08′    |
| 22.                 | Unda maris        | 08′    |
| 23.                 | Geigenoktave      | 04′    |
| 24.                 | Traversflöte      | 04′    |
| 25.                 | Piccolo           | 02′    |
| 26.                 | Sesquialtera II   | 02 ⁄3′ |
| 27.                 | Oboe              | 08′    |

| Pedal C–f1 |                            |     |
| 28.        | Prinzipal                  | 16′ |
| 29.        | Subbaß                     | 16′ |
| 30.        | Lieblich Gedact (= Nr. 15) | 16′ |
| 31.        | Oktave                     | 08′ |
| 32.        | Flöte (= Nr. 17)           | 08′ |
| 33.        | Choralbaß                  | 04′ |
| 34.        | Posaune                    | 16′ |
| 35.        | Trompete                   | 08′ |

- Koppeln:
  - Normalkoppeln: II/I, I/P, II/P
  - Superoktavkoppeln: II/I, II/II, P/P
- Spielhilfen: eine freie, neun feste Kombinationen; Absteller (Cornett, 16-Fuß-Zungen); Registercrescendo; Pianopedal
- Anmerkung

1. 1 2 3 4  Originale Schreibweise.

### Taufstein

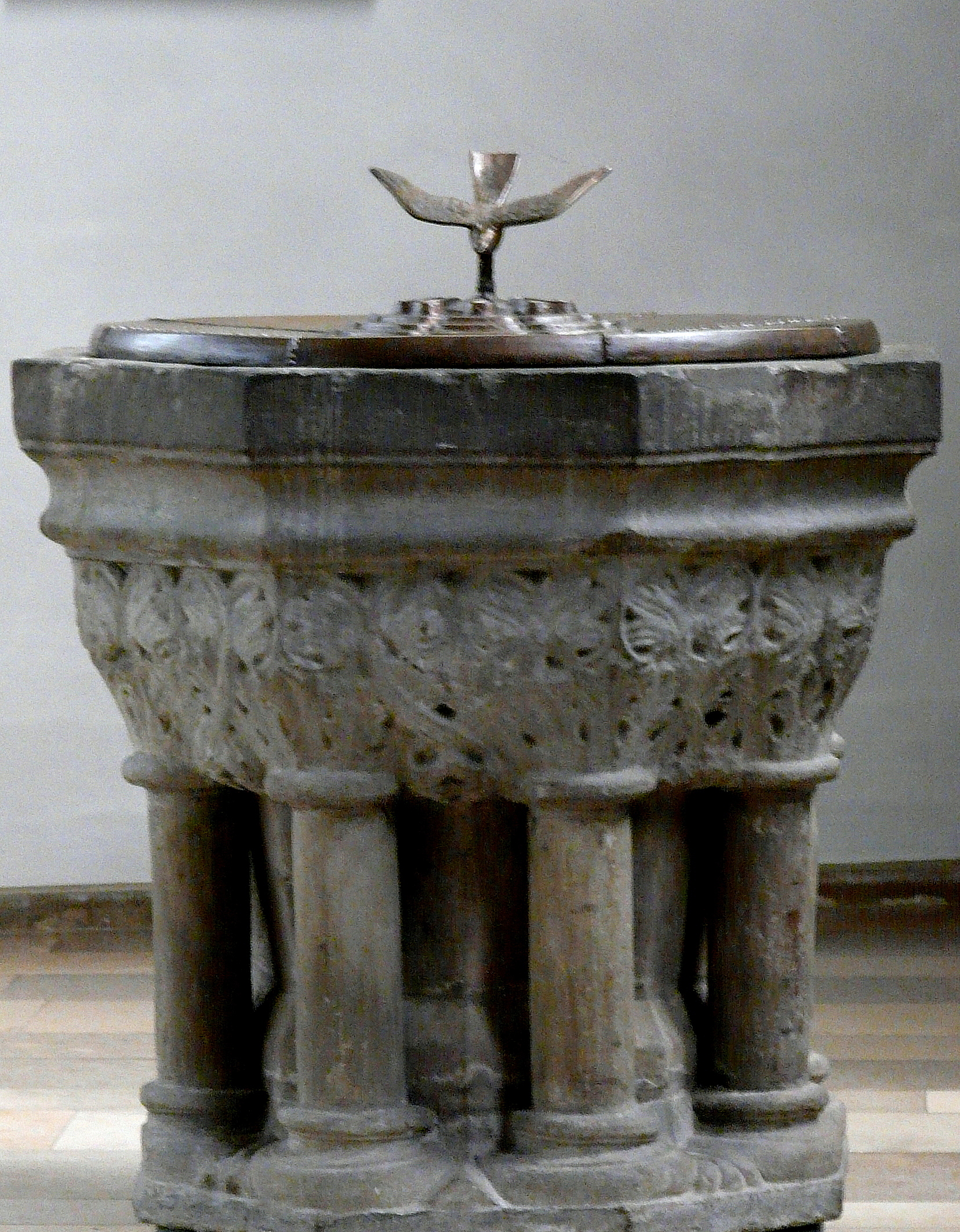
Spätromanischer Taufstein mit Bronzedeckel

Im südlichen Nebenchor steht ein spätromanischer achteckiger Taufstein. Er ist dem rheinischen Typ zuzuordnen und etwa um 1200 entstanden. Sein Stil erinnert an den typischen Stil des Kölner Raums. Er gehört zur ursprünglichen Ausstattung der Vorgängerkirche.
Das Becken ruht auf acht kurzen Säulen, die ein Oktogon bilden. Ihre Basen weisen Eckzehen auf. Die Kapitelle sind mit ihren Ranken und Akanthusblättern zu einem Fries verschmolzen. Der Taufstein ist 97 Zentimeter hoch und hat einen Durchmesser von 1,05 Metern.
Der Bronzedeckel wurde 1980 von Willi Dirx gestaltet und hat ebenfalls acht Segmente. Er besteht aus einem aufgelegten breiten Ring. In der Mitte befindet sich eine innere Schale, die das Taufwasser aufnimmt und durch eine abnehmbare Kuppel geschlossen ist. Auf dieser Kuppel ist dargestellt, wie das Wasser des Lebens in einer Fontäne hervorquillt und sich in acht große Tropfen ergießt, die mit Emailleguss ausgefüllt sind. Die darunter befindlichen Kaskaden deuten an, wie das Wasser der Taufe in das alltägliche Leben hineinwirken soll. Über der Fontäne schwebt eine Taube, die den Heiligen Geist darstellen soll.

### Chorfenster

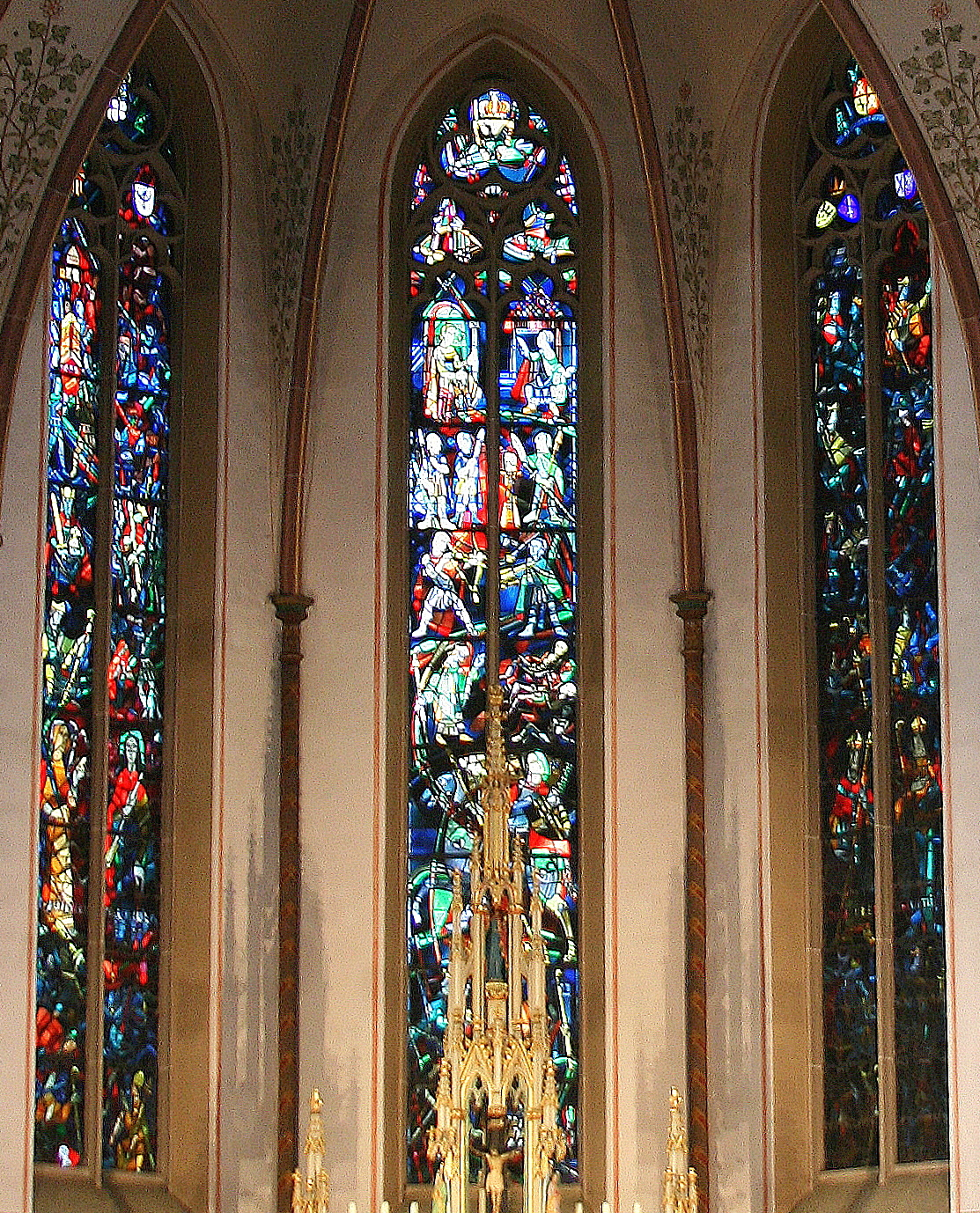
Moderne Fenster im Chorraum

Die drei Buntglasfenster im Chor, welche mit modernen figürlichen Darstellungen verziert sind, entstanden in den Jahren 1956 bis 1959. In ihnen sind Geschichte und Legende dargestellt. Der Entwurf stammt von Wilhelm de Graaf, hergestellt wurden sie durch die Glasmalerei Peters.
Das mittlere Fenster erzählt die Geschichte des Pfarrpatrons. Die Kaiserkrone im obersten Maßwerk ist ein Hinweis, dass Kaiser Otto I. und seine Nachfolger den heiligen Mauritius zum Reichspatron erwählt hatten. Der Legionsadler ist ein Zeichen für die römische Macht. Darunter finden sich links Pfeil und Bogen, die Hinrichtungswaffen und rechts ein Fisch als Symbol für Christus. Darunter im Zwickel die Zahl 291. Sie bezeichnet das Jahr, in dem das Martyrium stattfand.
Unter anderem ist auf dem Fenster bildlich festgehalten, wie Kaiser Otto der III. (983–1002) und sein Kanzler, Erzbischof Heribert von Köln (999–1021) um das Jahr 1002 die Kirche von Niederwenigern dem Benediktiner Kloster Deutz übergeben haben.
Die linke Seite dieses Fensters behandelt das Leben der heiligen Märtyrerin Justina. Ihr war die erste Vikarie geweiht und ihr zu Ehren ertönt im Turm die Justinenglocke.
Die rechte Bahn schildert die Geschichte der heiligen Ursula. Nach einer Legende aus dem 10./11. Jahrhundert war sie eine englische Königstochter.
Im rechten Chorfenster sind der heilige Kunibert und der heilige Suitbert als Missionar, und im Maßwerk das Wappen von Kardinal Franz Hengsbach dargestellt.

### Ambo

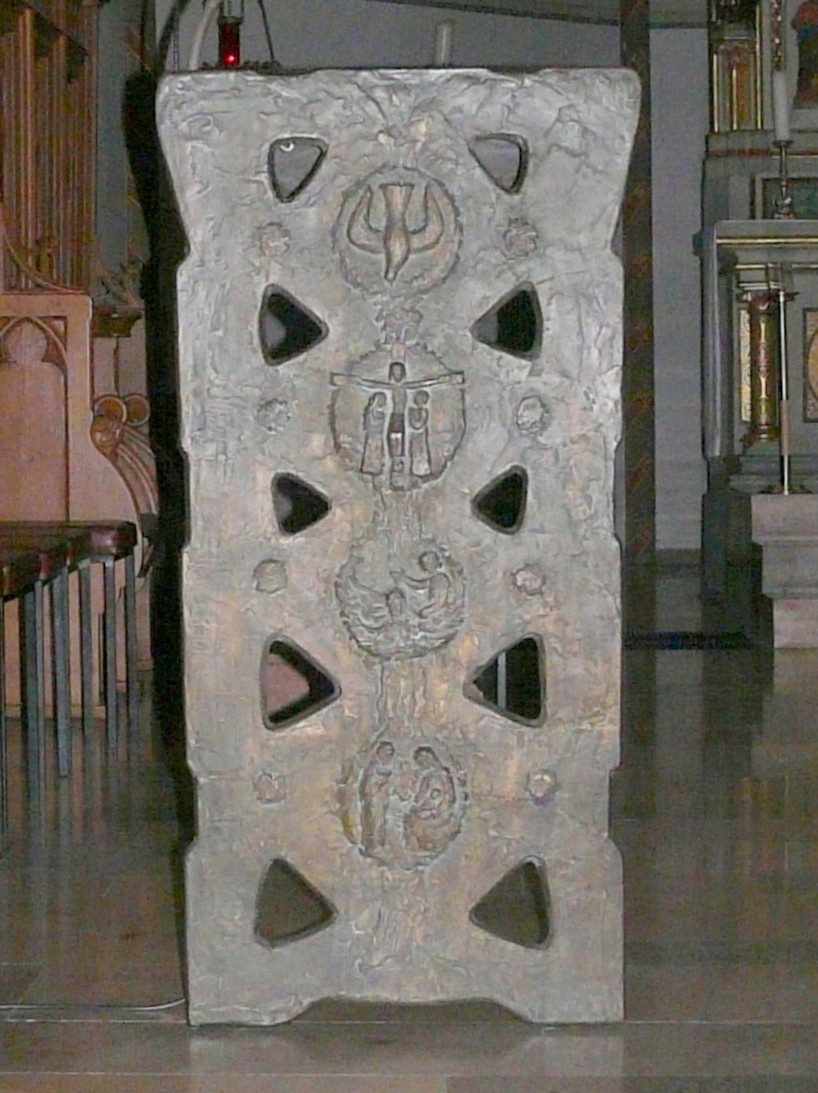
Ambo

Der bronzene Ambo in Form eines Stehpultes wurde 1975 von Willi Dirx entworfen. Der durchbrochene Schild symbolisiert den „Schild des Glaubens“, auf dem Mittelstamm als „Wurzel Jesse“ gedeutet, ist in Form von Medaillons dargestellt. Motive sind dabei die Geburt Christi, die Taufe Jesu im Jordan, die Kreuzigung Jesu, der Heilige Geist als Taube.

### Außenbereich
Der Bronzeguss, der Maria mit Kind zeigt, stammt von Ulla H’loch-Wiedey.

## Renovierung 1970
Bei der Kirchenrenovierung 1970 wurden sämtliche Seitenaltäre und die Kanzel entfernt. An der abgebrochenen Kanzel befanden sich fünf kupferbeschlagene Holzplatten mit gotischen Spitzbögen. Auf ihnen waren Gemälde der vier großen abendländischen Kirchenlehrer Hieronymus, Augustinus, Gregor und Ambrosius zu sehen, die sich heute im linken Seitenchor befinden. Hier befindet sich auch eine Muttergottesstatue, die vom Marienaltar erhalten geblieben ist. Sie hält in der linken Hand das Kind und in der rechten einen Lourdes-Rosenkranz. Übrig geblieben sind außerdem zwei Kupferbilder auf Goldgrund: auf einem ist dargestellt, wie der hl. Dominikus den Rosenkranz aus den Händen der Gottesmutter empfängt und auf dem anderen die Verkündigungsszene.
Vom Kreuzaltar stammt die Kreuzigungsgruppe im rechten Seitenchor am Taufstein. Zu finden ist auch noch eine Figur des hl. Antonius sowie eine Mater dolorosa, die sich auf der rechten Seite unter der Orgelbühne befindet.

## Glocken
Im spätromanischen Turm von St. Mauritius befinden sich derzeit 6 Glocken.
| Nr. | Name        | Gussjahr | Gießer, Gussort                                 | Ø (mm) | Gewicht (kg) | Material     | Schlagton | Inschrift |
| --- | ----------- | -------- | ----------------------------------------------- | ------ | ------------ | ------------ | --------- | --- |
| 1   | Christkönig | 1930     | Albert Junker sen. u. Bernard Edelbrock, Brilon | 1660   | 1237         | Bronze       | c1        | CHRISTO REGI IMMORTALI SIT HONOR ET GLORIA 1930 (Christus, dem ewigen König, sei Ehre und Ruhm 1930) |
| 2   | Mauritius   | 1954     | Albert Junker jun., Brilon                      | 1340   | 648          | Sonderbronze | es1       | SIT CAMPANA TIBI RESONANS AD CYMBALA CHRISTI.IN HONOREM ST. MAURITII PATRONI NOSTRI BENEDICTA 1954 (Die Glocke erinnere dich an den Weckruf Christi. Zu Ehren unseres Patrons, des hl. Mauritius 1954 geweiht.) |
| 3   | Maria       | 1705     | Bernard Wilhelm, Stule                          | 1050   | 614          | Bronze       | f1        | ANNO M.D.CC V FUSA DEFUNCTOS PLANGO VOCO VIVOS FULGURA FRANGO IN HONOREM B.V.MARIAE BENEDICTA SIT MEA VOX VITAE SIC VOCAT ILLE SONUS JESUS – MARIA – JOSEPH (Im Jahr 1705 gegossen, beklage ich die Toten, die Lebenden rufe ich, die Blitze breche ich, zu Ehren der seligen Jungfrau Maria sei meine Stimme das Lebens geweiht, so ruft der Klang Jesus, Maria, Joseph.) |
| 4   | Joseph      | 1954     | Albert Junker jun., Brilon                      | 1000   |              | Sonderbronze | g1        | ST.JOSEPHO EXEMPLARI OPIFICUM ET FAMILIARUM COLUMNI BENEDICTA 1954 (Dem hl. Joseph, dem Vorbild der Arbeiter und dem Beschützer der Familien geweiht,1954.) |
| 5   | Justina     | 1536     | Johann von Ouerraide                            | 650    |              | Bronze       | des2      | JUSTINA HEIHSE ICH, THO DEM DIENST ROP ICH,DEN DODEN BESCHRIEN ICH, JOHANN VAN COLLEN GOHS MICH – 1536 |
| 6   | St.Anna     | 1500     | unbekannt                                       | 590    |              | Bronze       | h1        | SANCTA ANNA YS MYN NAME MYN GELUET SY GODE BEQUAME A° M° D° |

Geläutemotive:
- Glocken III–VI: Freu dich, du Himmelskönigin
- Glocken II–V: Deinem Heiland, deinem Lehrer
- Glocken III–V: Maria breit den Mantel aus
- Glocken III–VI: Gloria-Motiv

| Sonntagsglocken |

Die Glocken II. Mauritius und IV. Josef wurden zum ersten Mal 1705 gegossen, aber 1918 zur Waffenschmiede eingezogen, dann erneuert, 1941 erneut abtransportiert und eingeschmolzen.

## Galerie

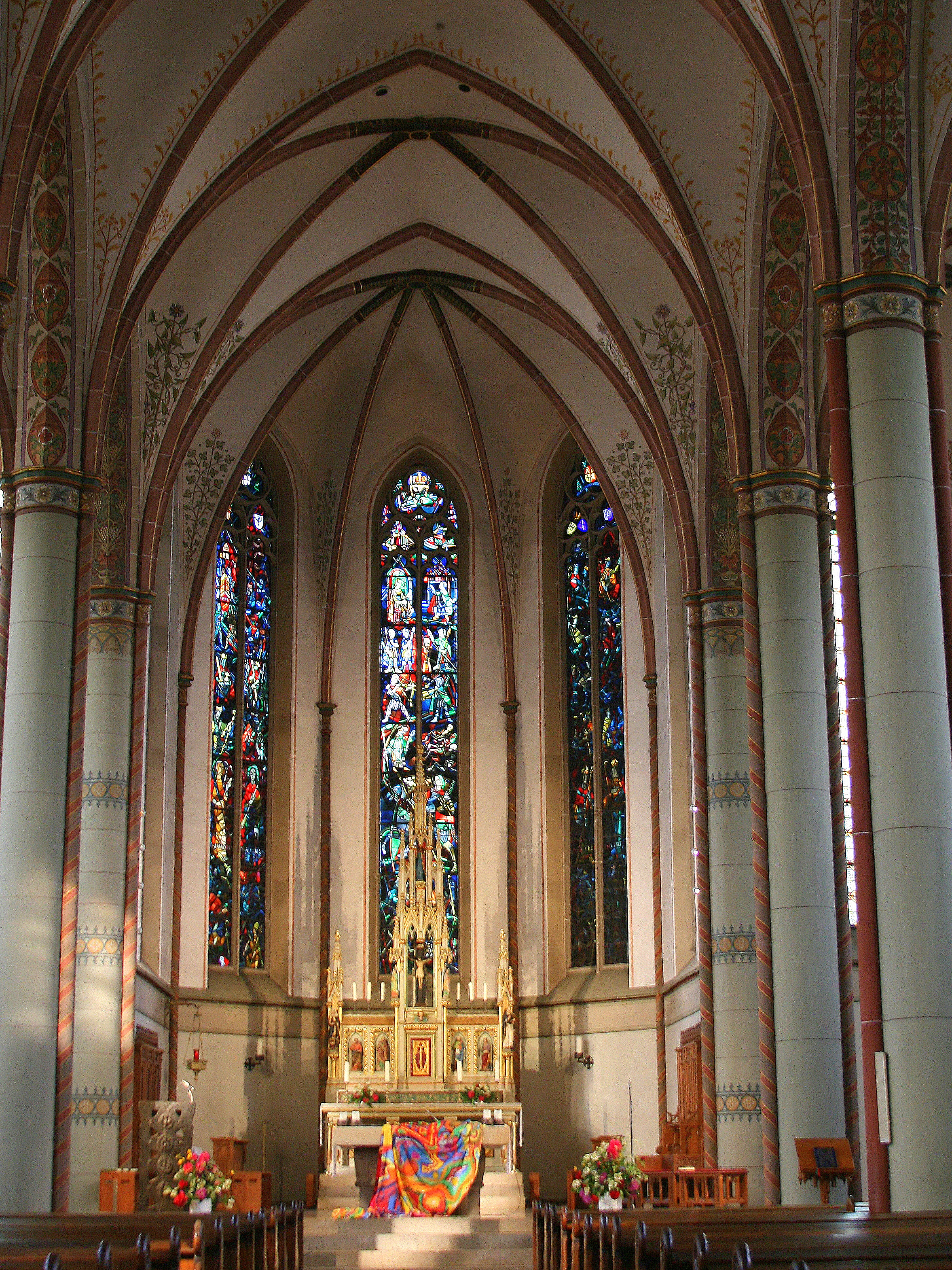
Chorraum
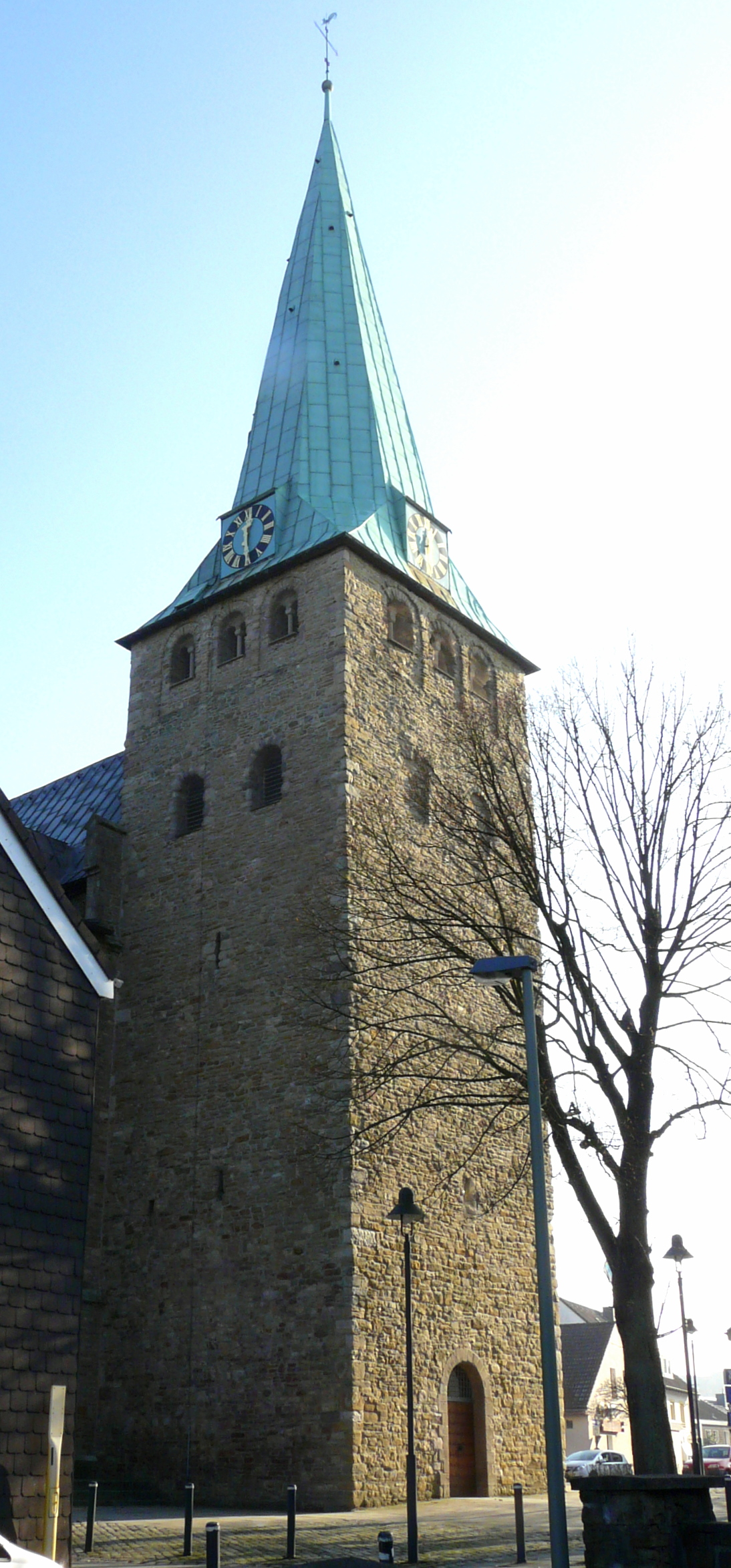
Romanischer Westturm
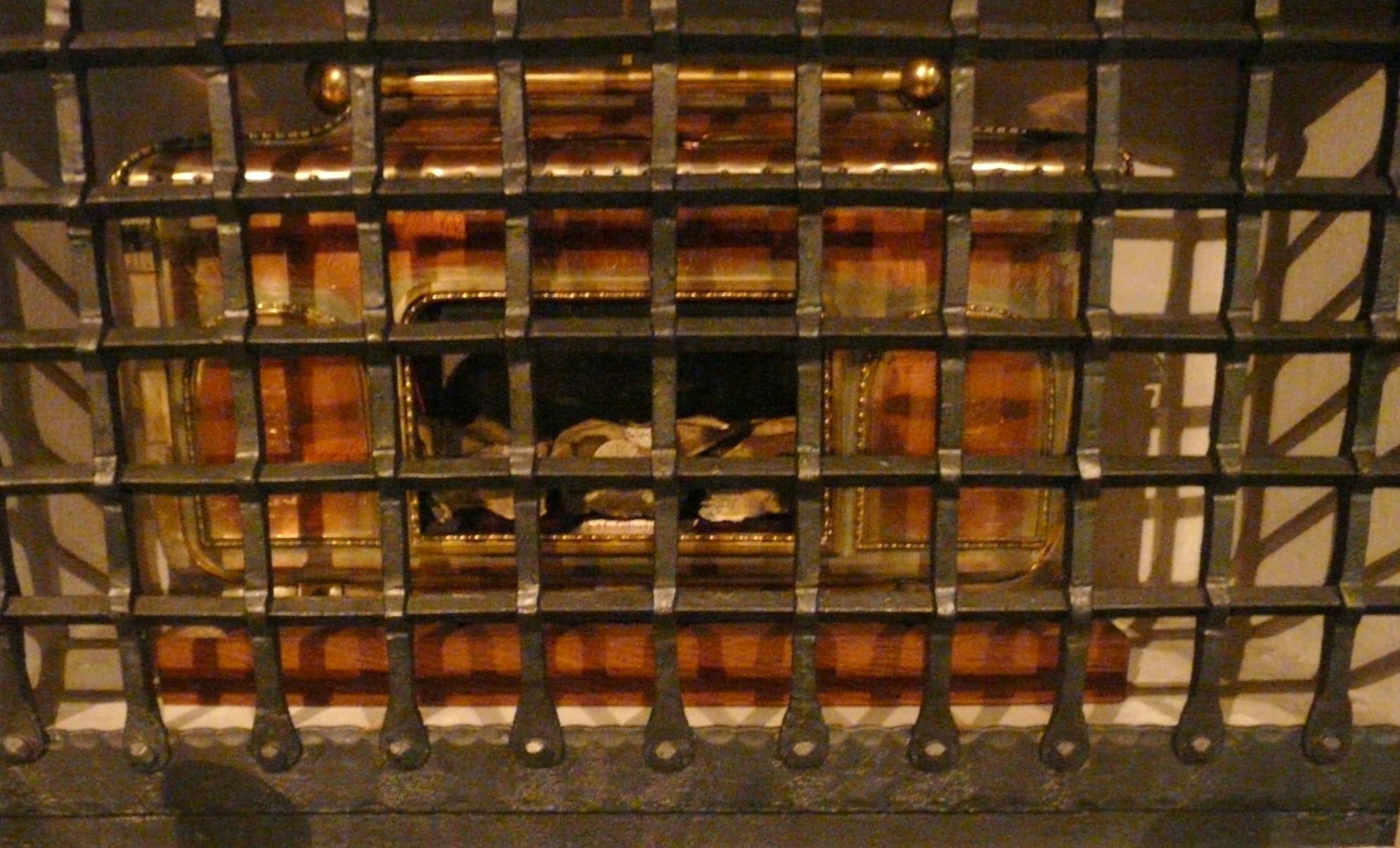
Reliquienschrein
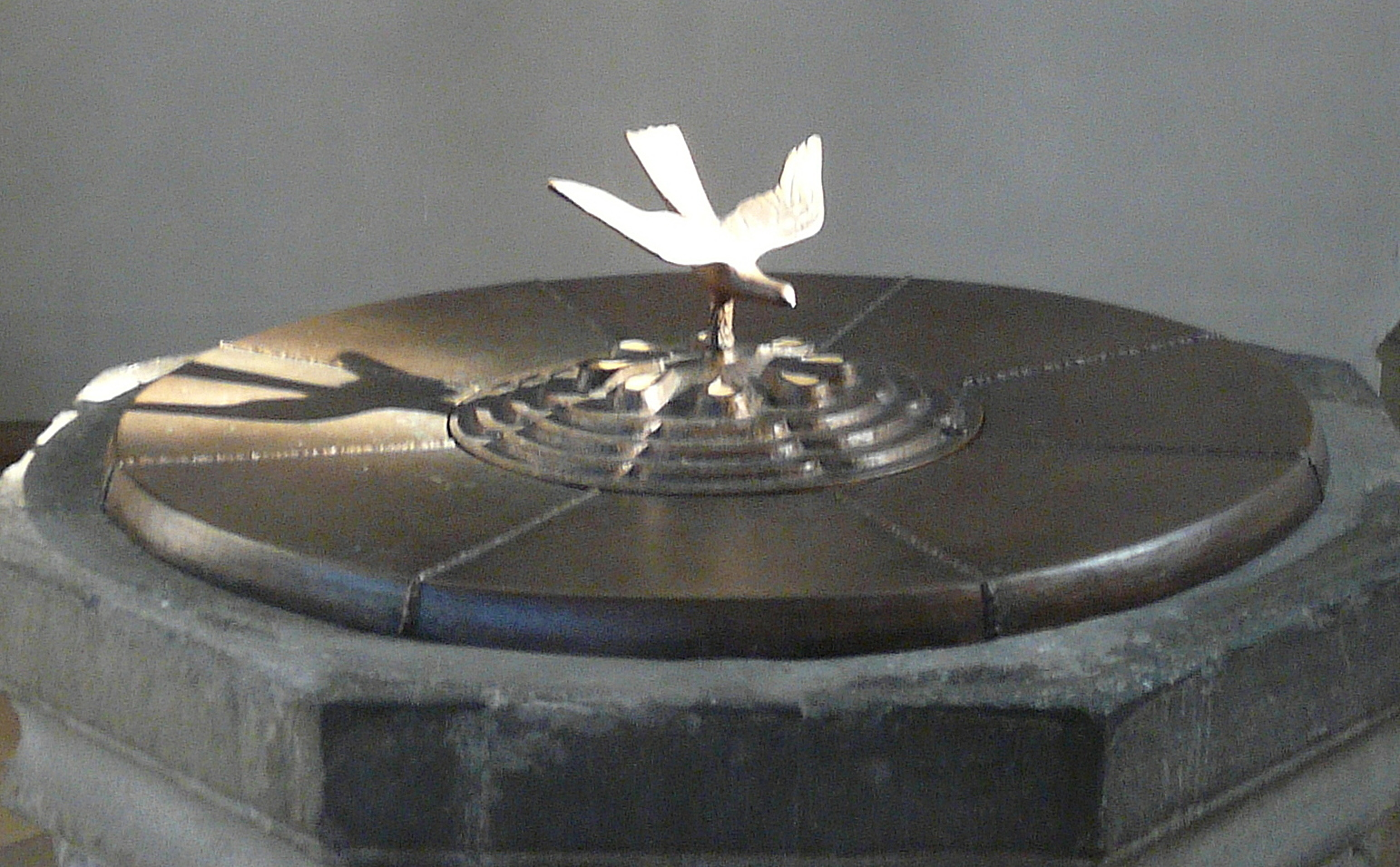
Bronzedeckel, gestaltet von Willi Dirx
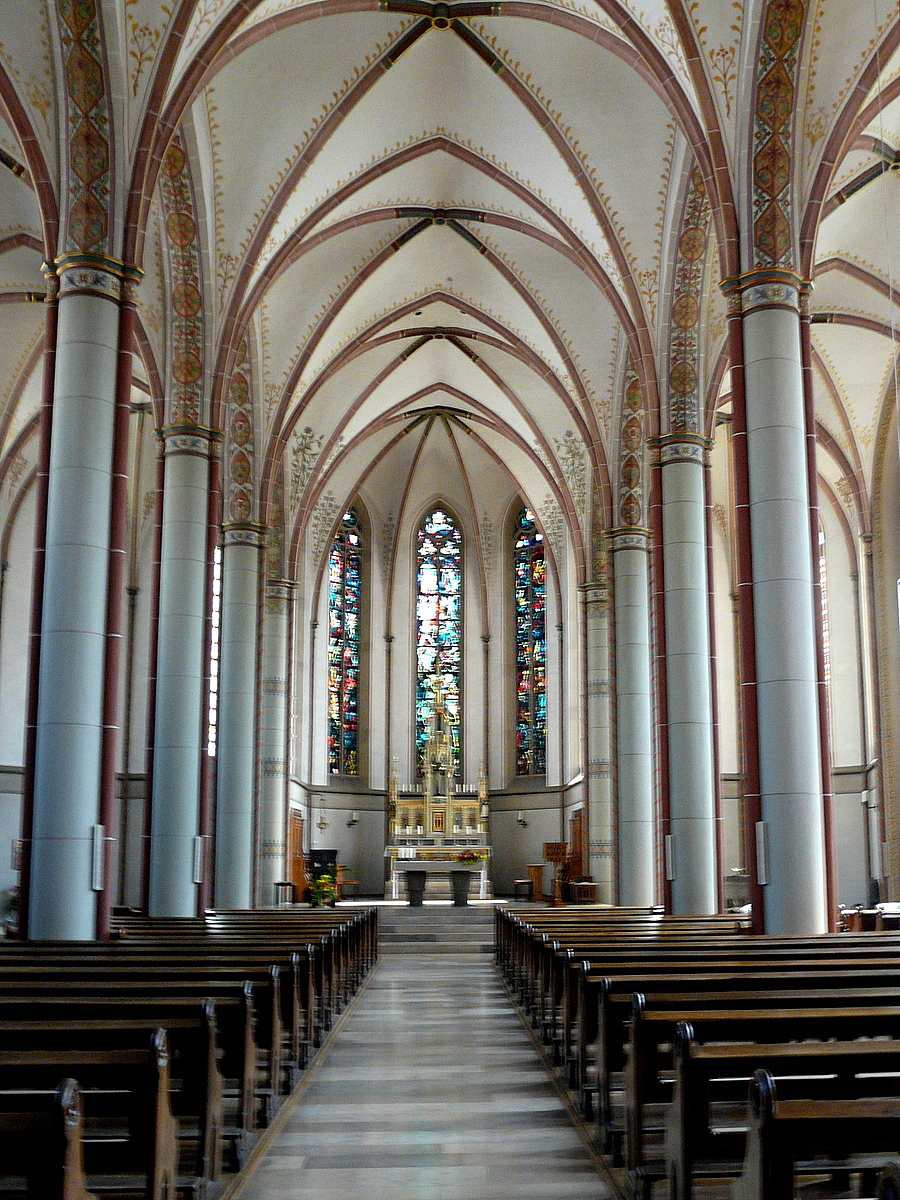
Innenansicht Mittelschiff
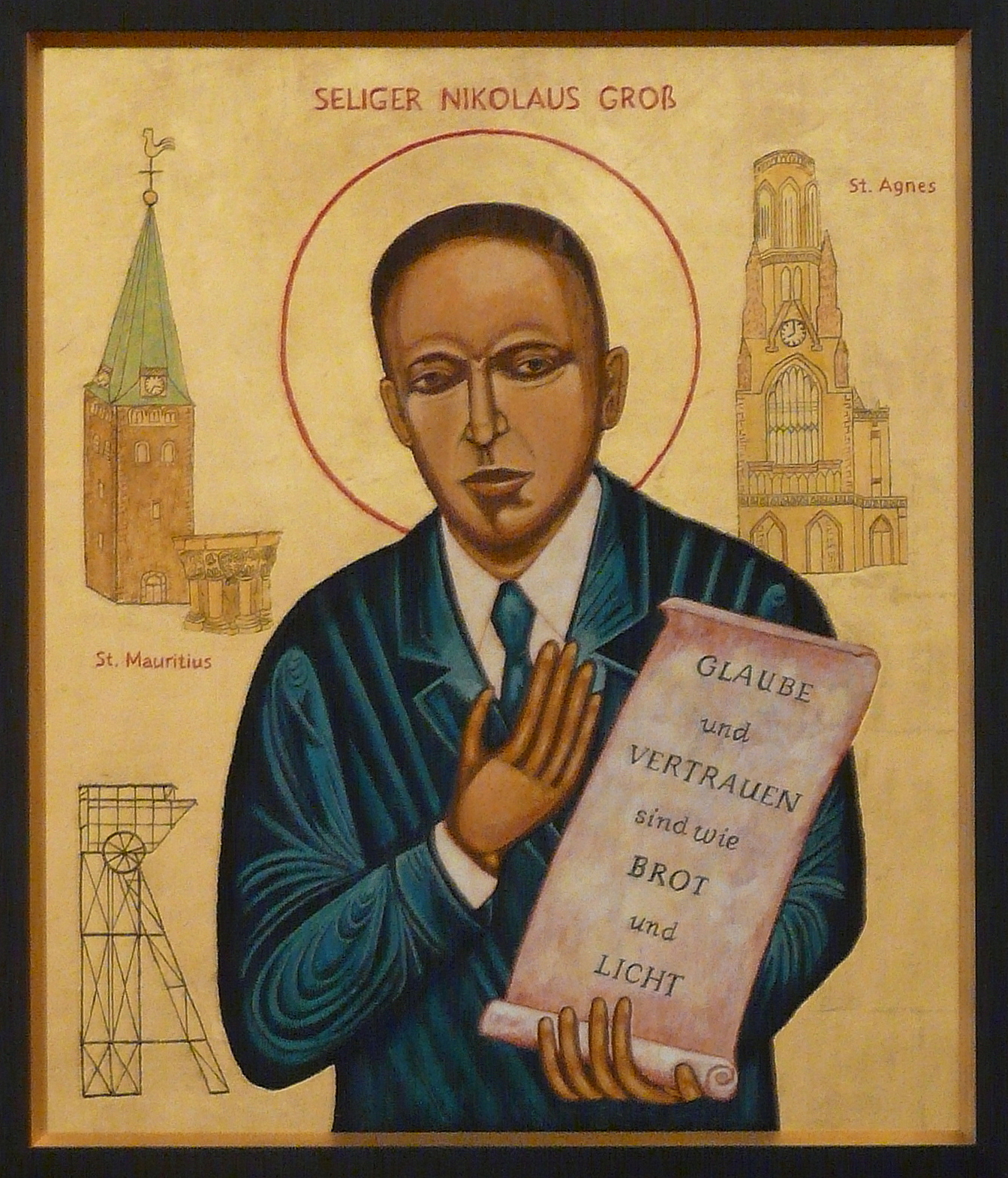
Nikolaus Groß
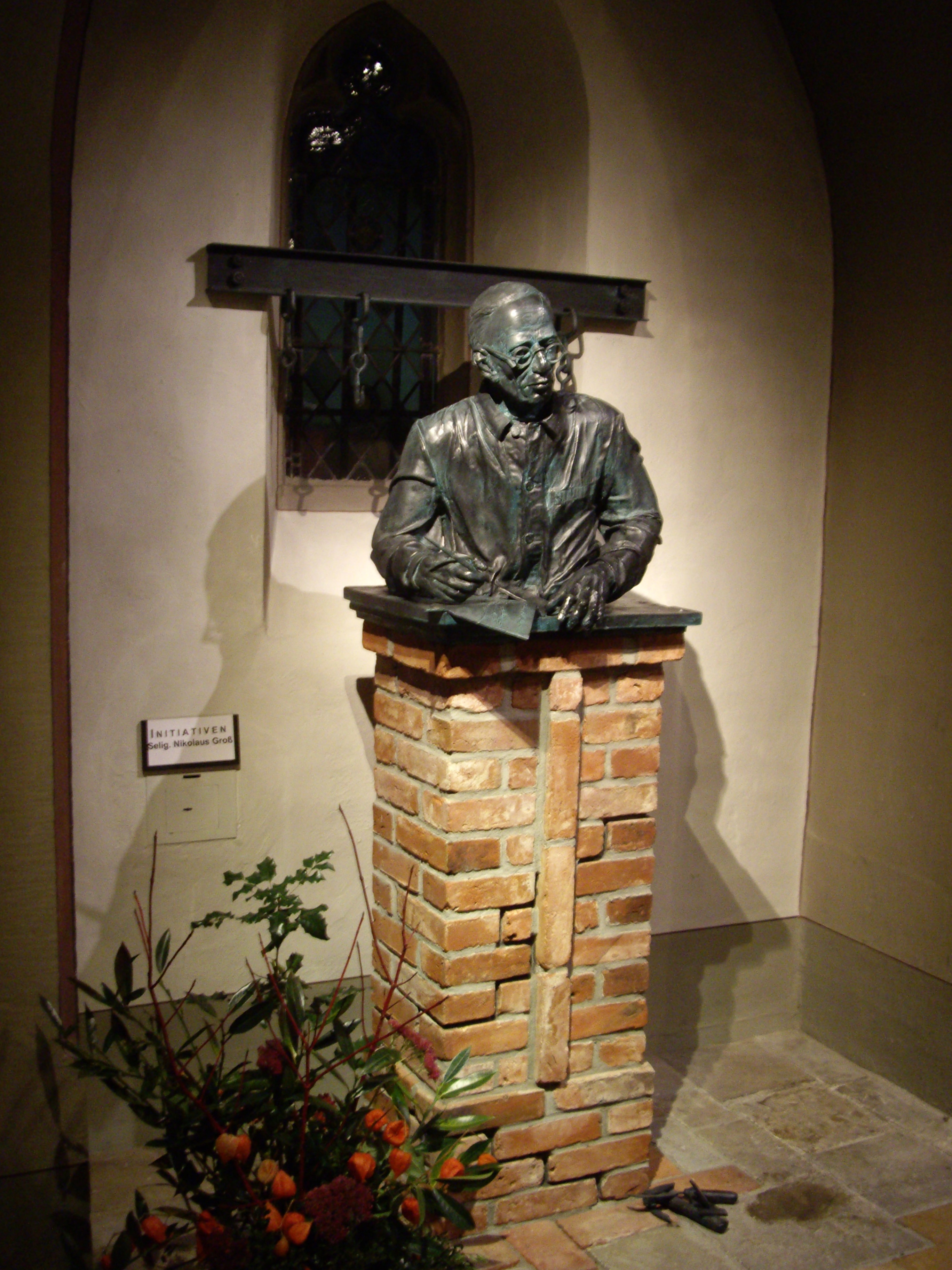
Nikolaus Groß Memorial
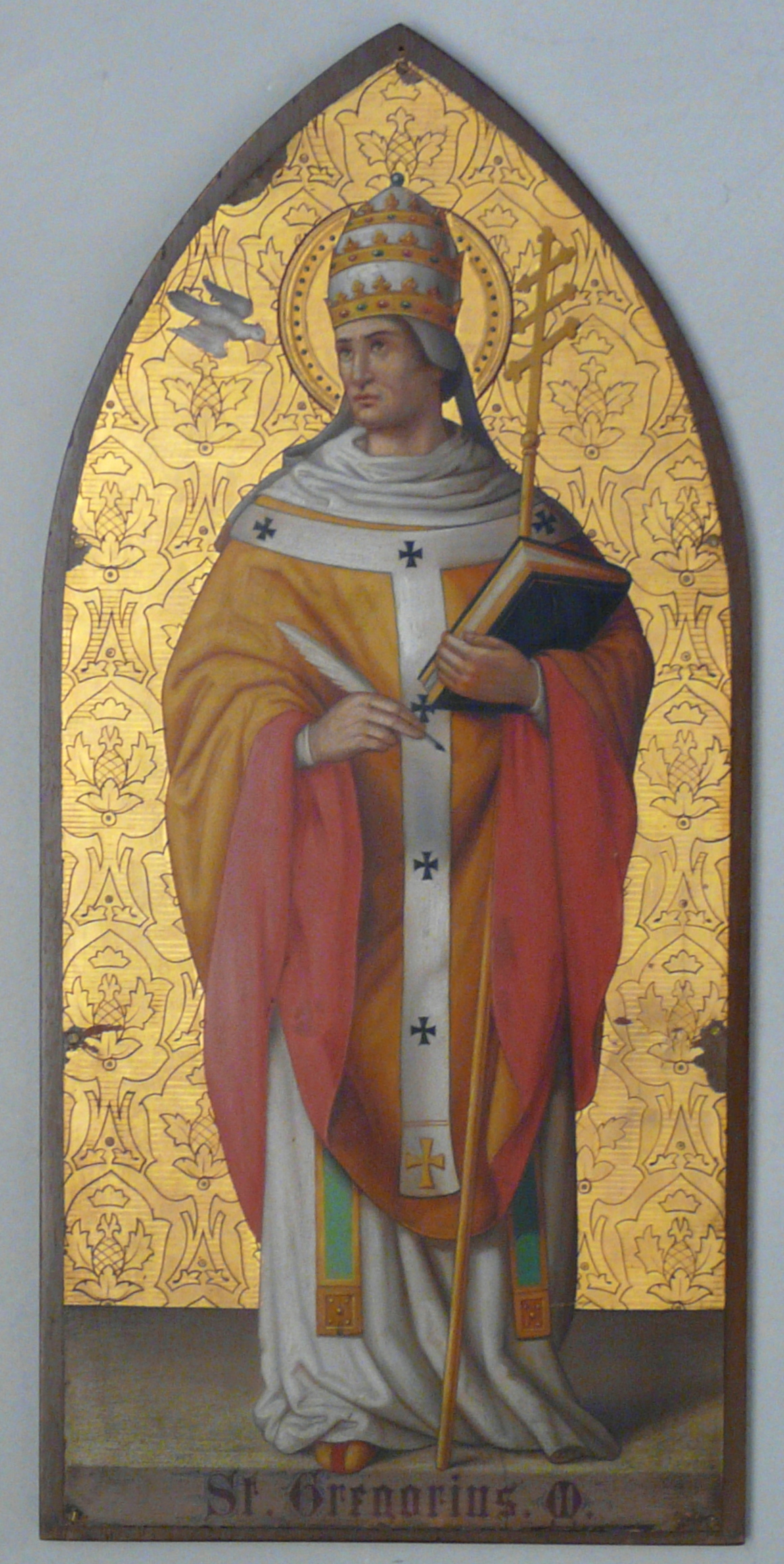
Heiliger Gregor der Große (Kirchenlehrer)
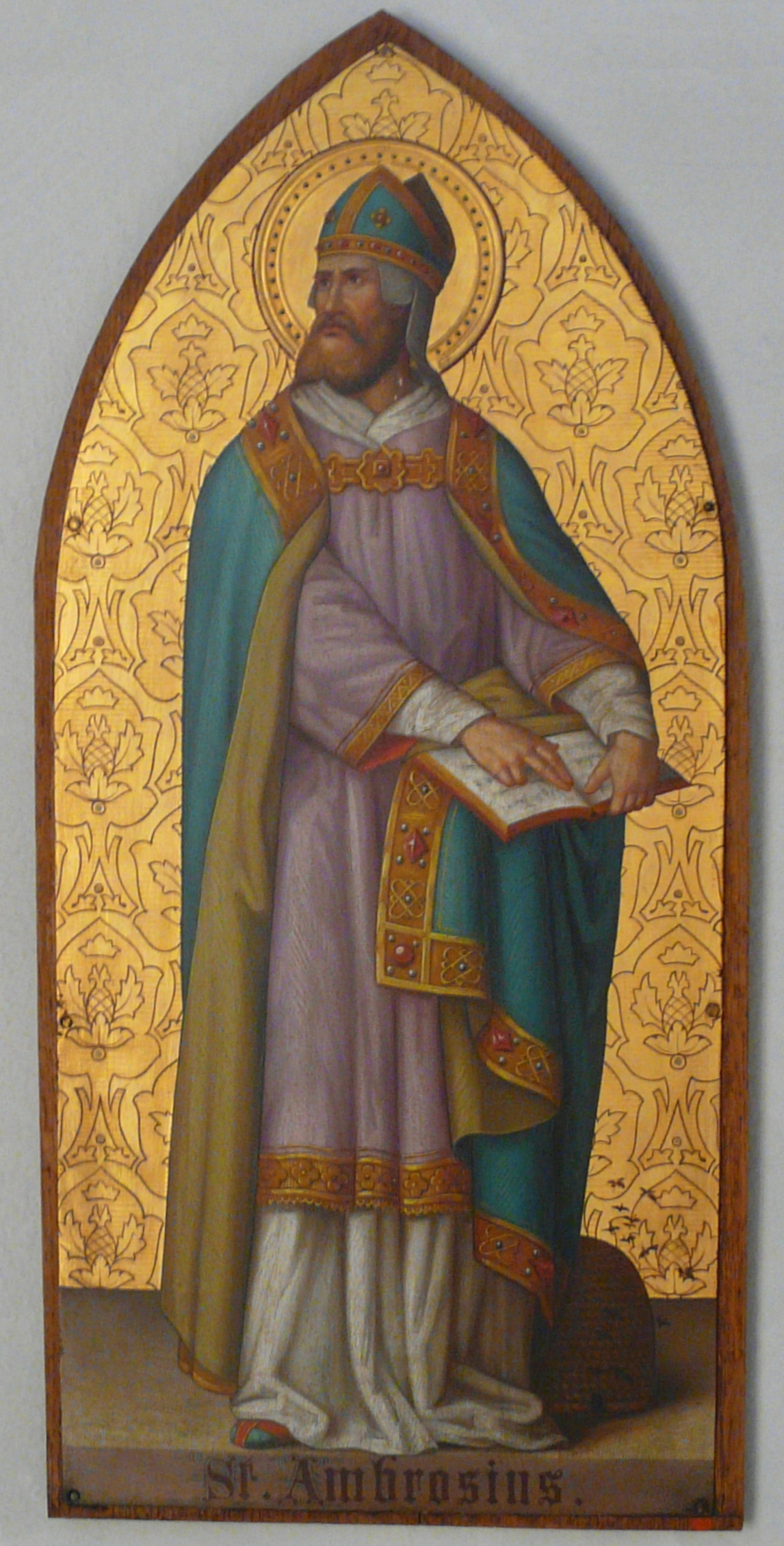
Heiliger Ambrosius von Mailand (Kirchenlehrer)
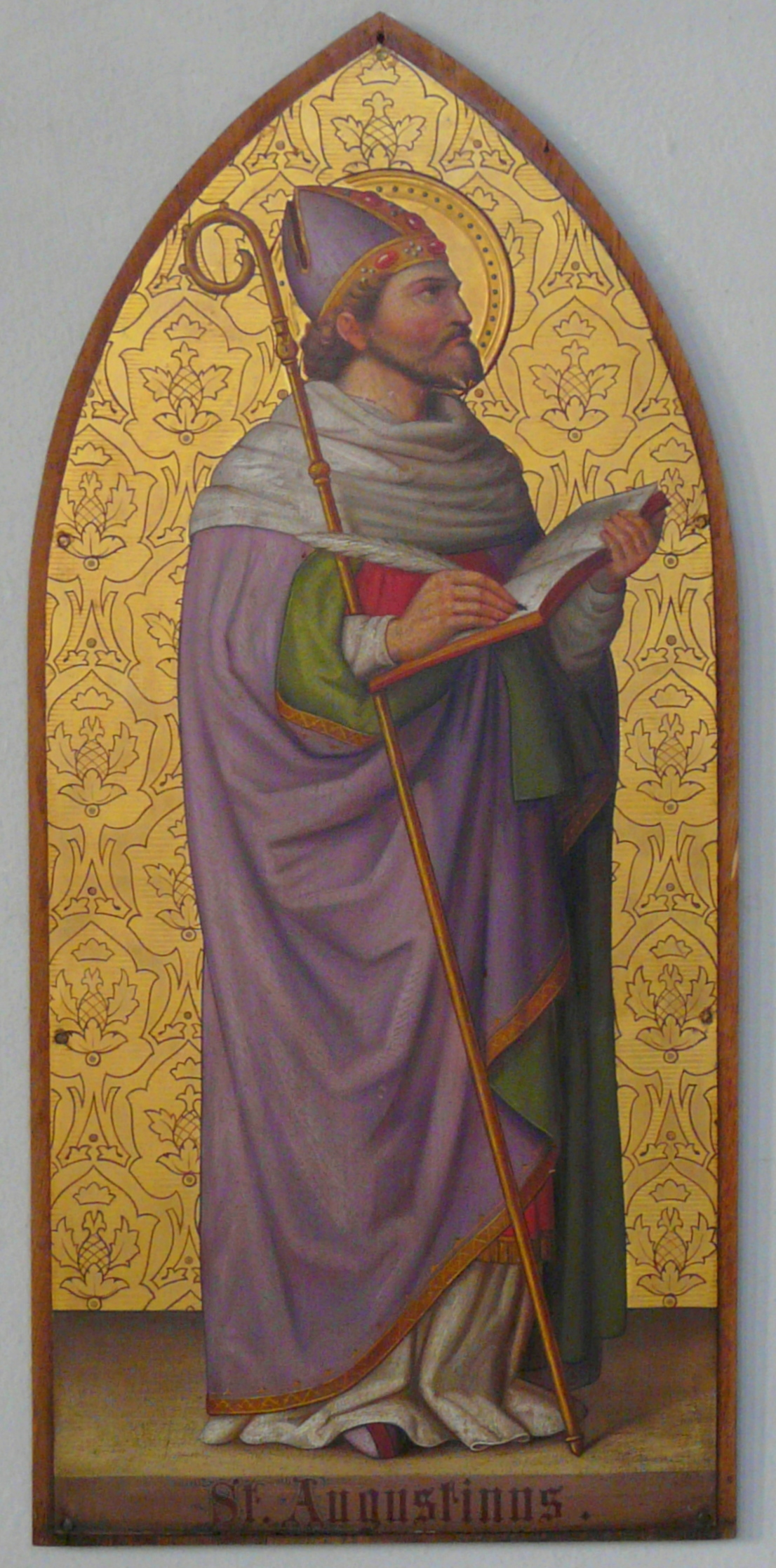
Heiliger Augustinus von Hippo (Kirchenlehrer)
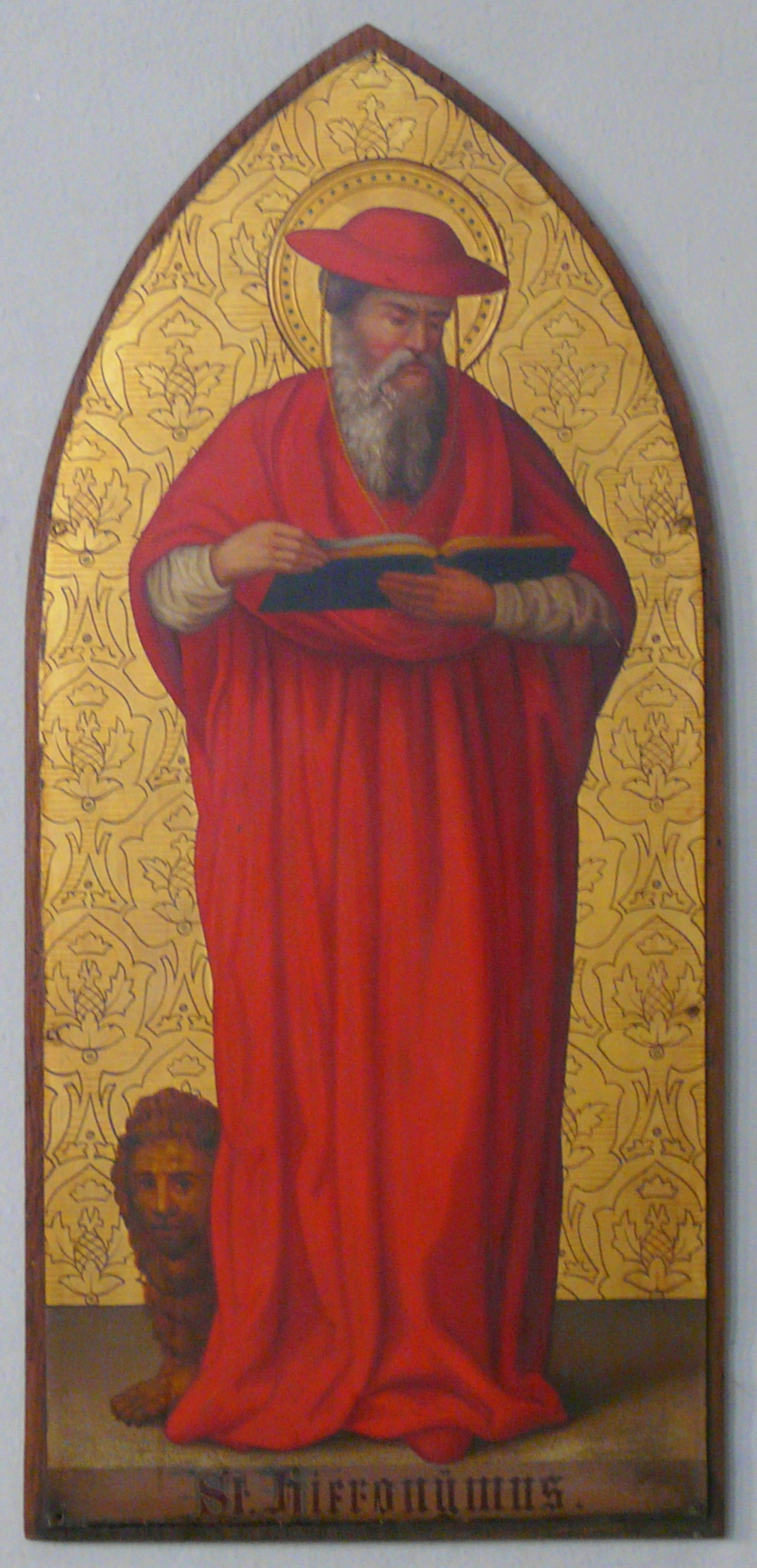
Heiliger Hieronymus (Kirchenlehrer)
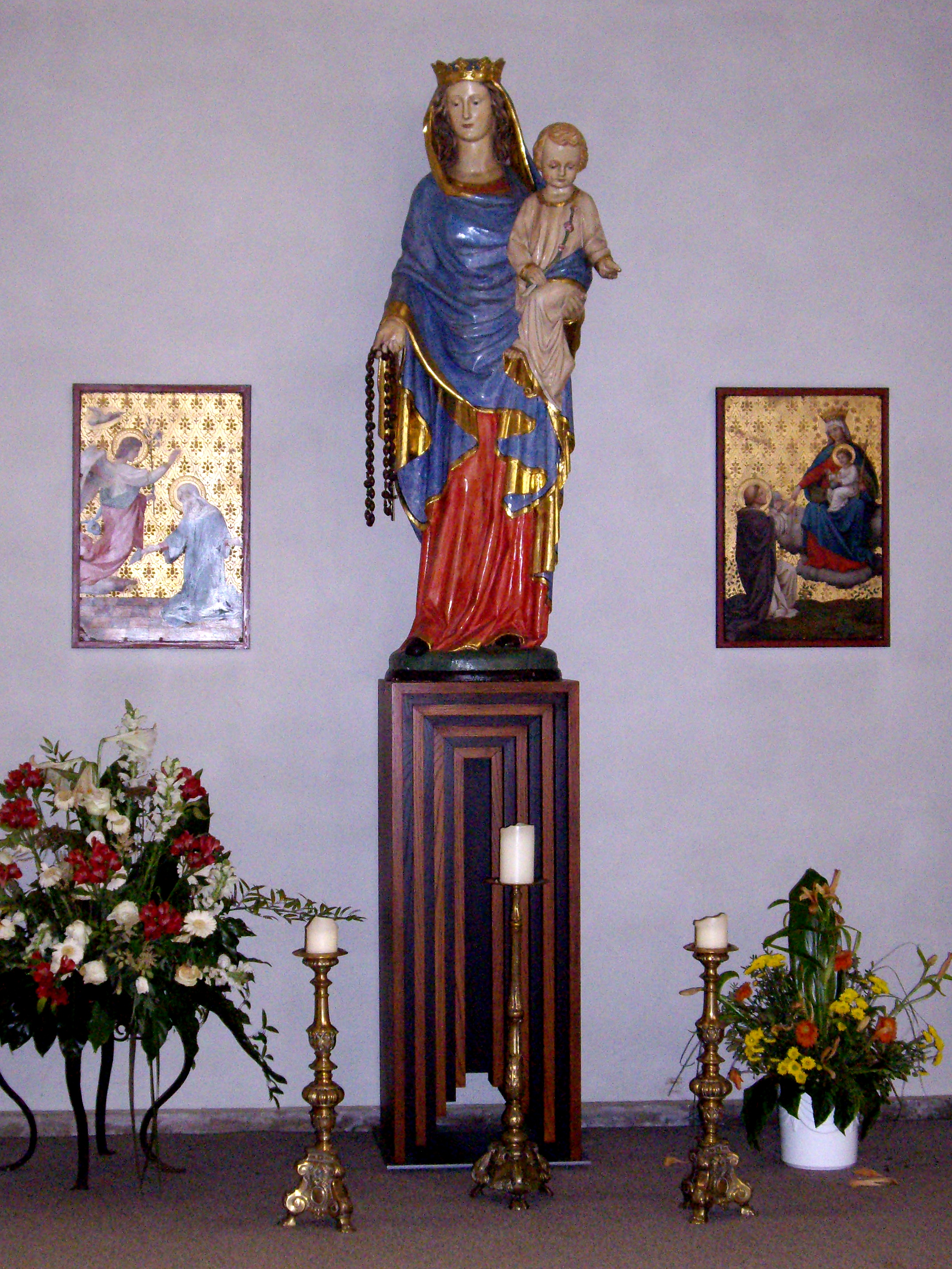
Rosenkranzkönigin
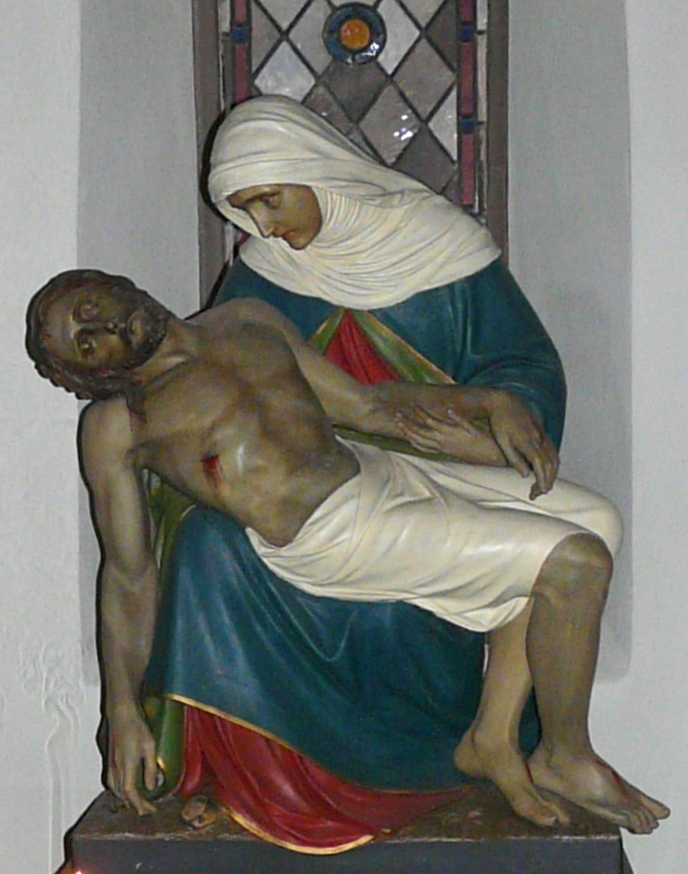
Pietà
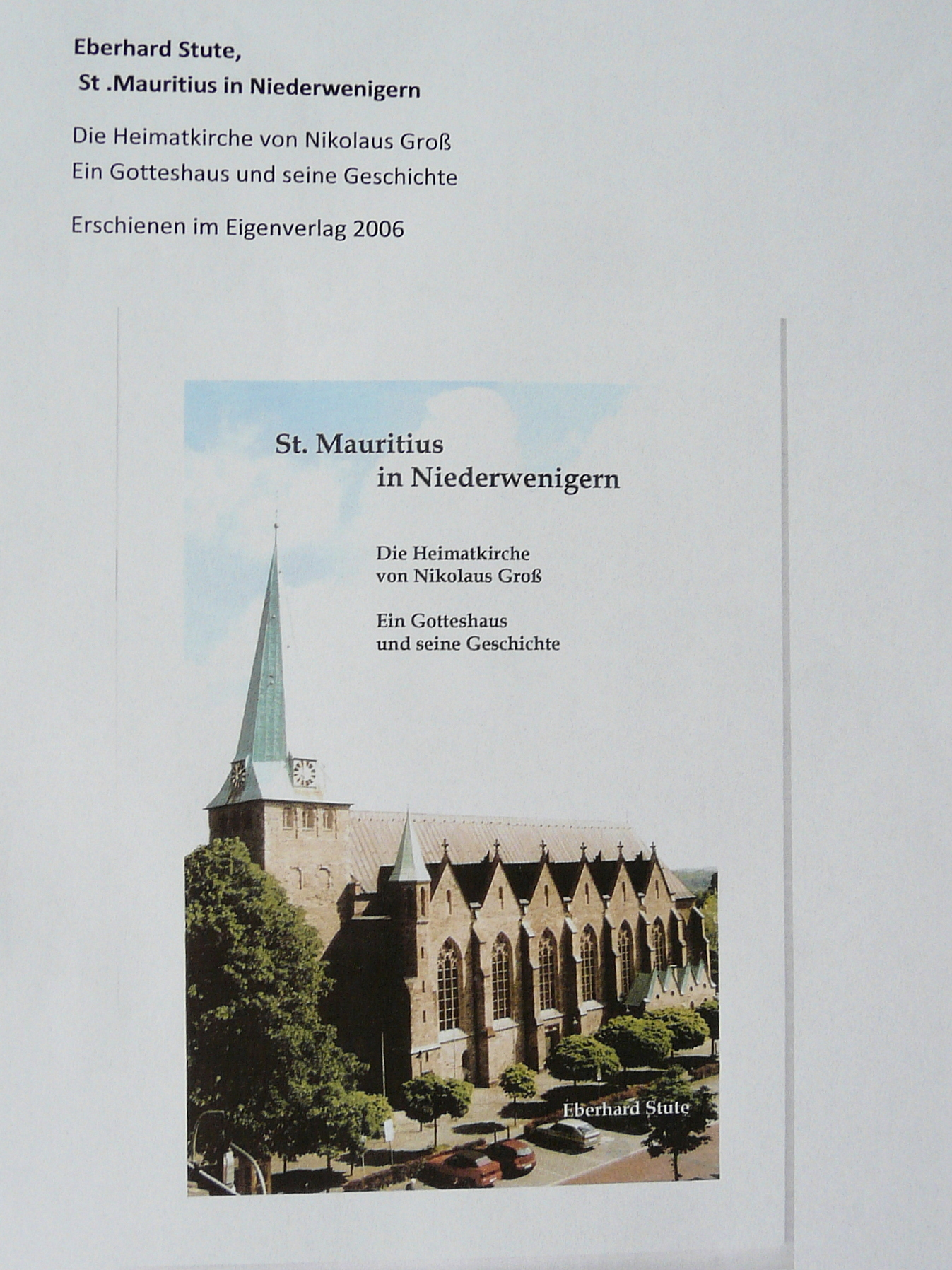
Der Kirchenführer von E.Stute, erschienen 2006
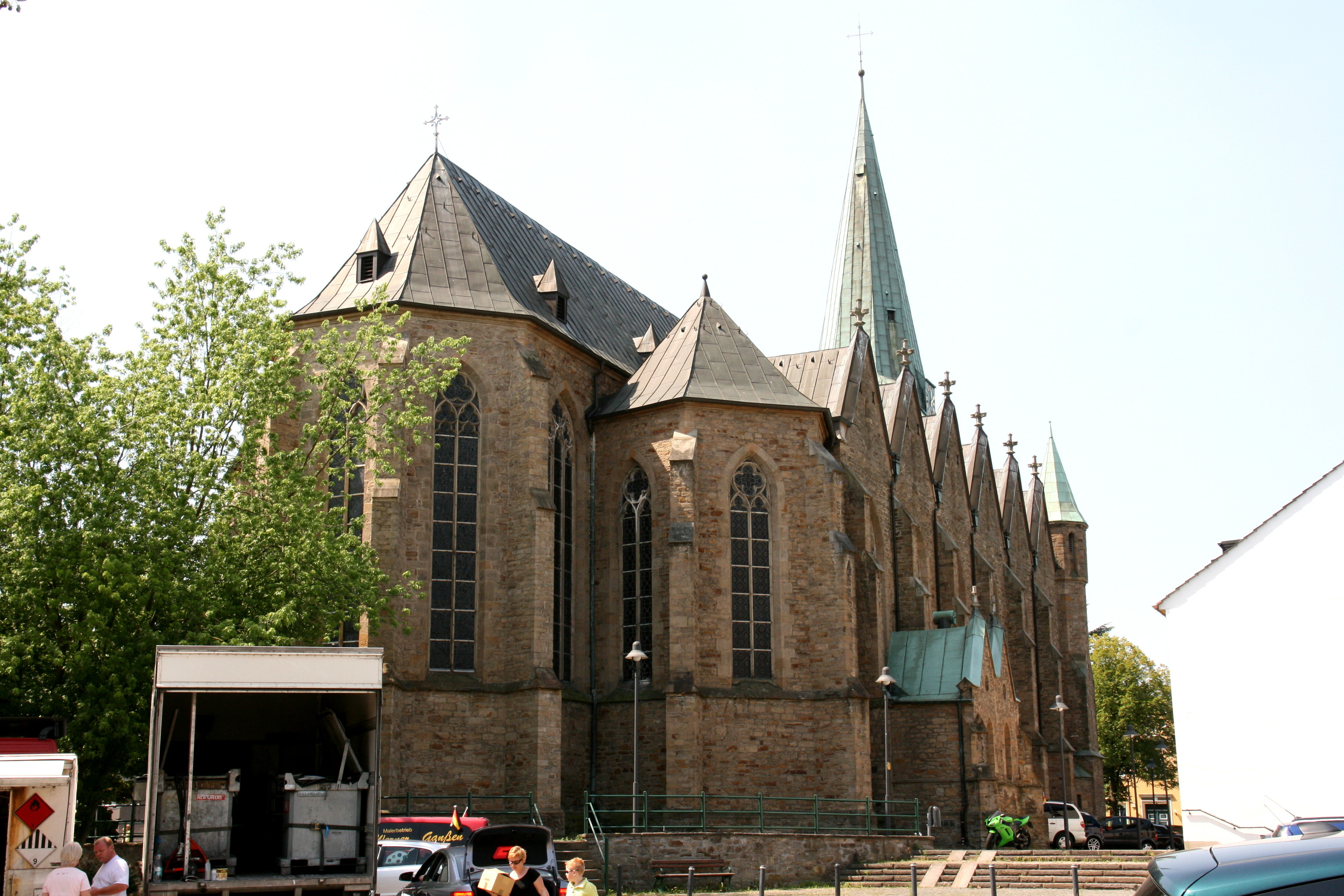
St.-Mauritius-Kirche
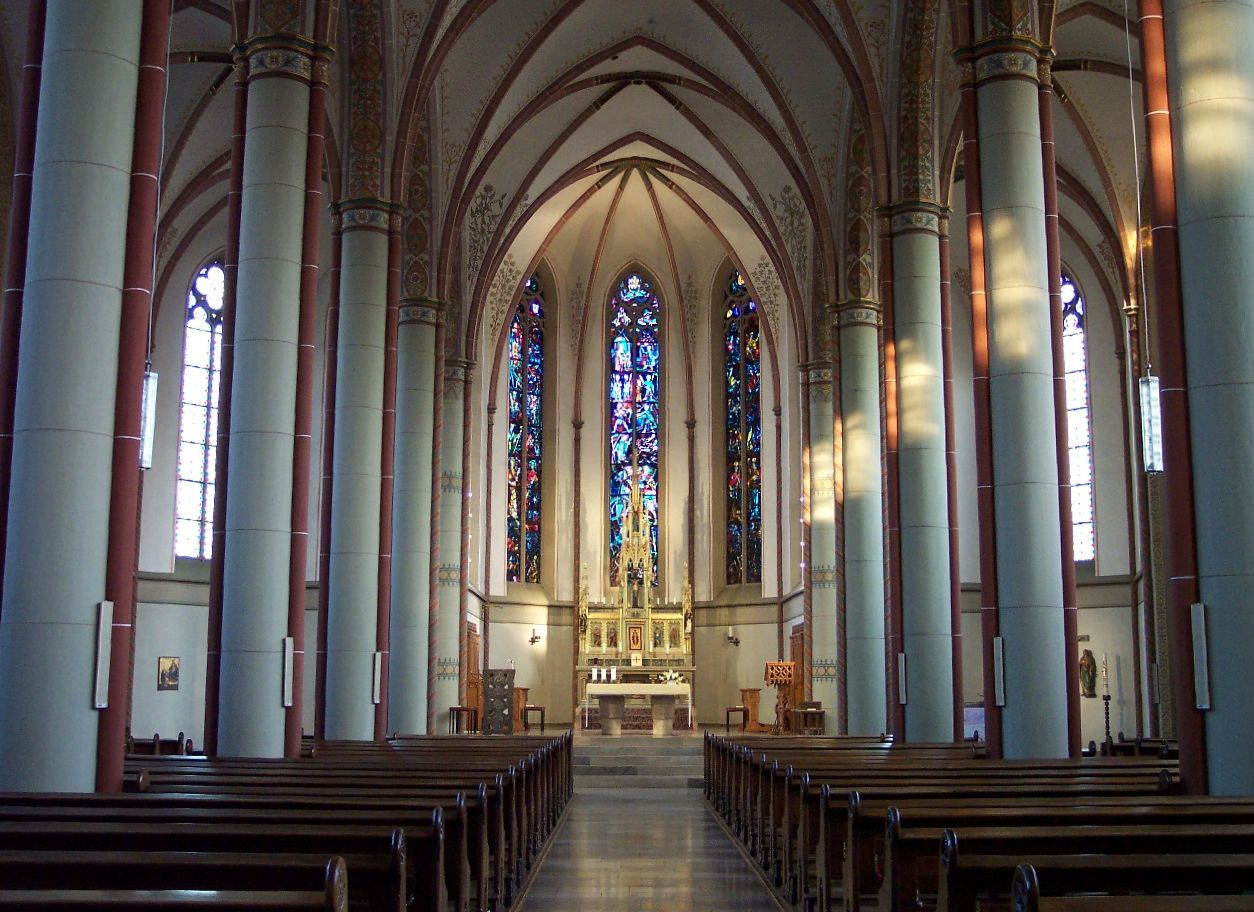
St.-Mauritius-Kirche
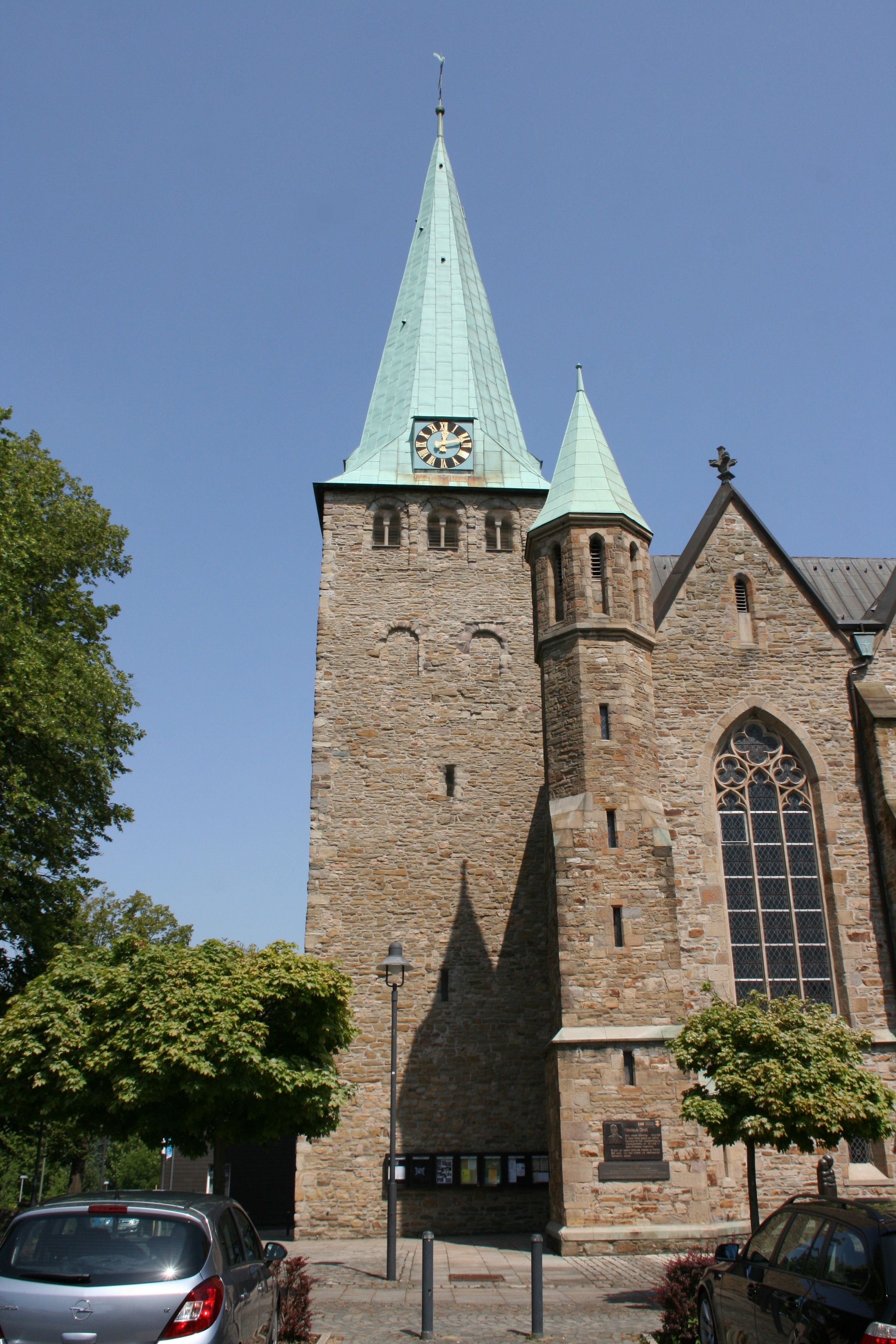
Turm der Kirche